# Plounéour-Ménez
Plounéour-Ménez ([pluneuʁ menɛs]) est une commune du département du Finistère, dans la région Bretagne, en France.
La commune fait partie du Parc naturel régional d'Armorique.

## Géographie

### Situation
La paroisse appartenait à l'ancien évêché de Léon, mais à la limite des évêchés de Cornouaille et du Trégor (d'où la légende des trois Évêques) et se situe dans le Massif armoricain et plus précisément dans les monts d'Arrée. Son territoire, vaste de 51,9 km2, est limité au sud par des sommets de l'Arrée (les Roc'h Ruz, Roc'h Trédudon et Roc'h Trevezel qui culminent tous les trois aux environs de 380-385 mètres) et sont totalement englobés dans la commune car la limite avec les communes voisines de Botmeur et La Feuillée passe au sud des dits sommets ; à l'ouest la Penzé, petit fleuve côtier qui prend sa source au pied du versant nord du Roc'h Tredudon, près du village de Quilliou Menez, sert partiellement de limite communale avec Commana ; au nord-ouest et au nord, la limite communale avec Loc-Eguiner-Saint-Thégonnec et Pleyber-Christ ne s'appuie sur aucun accident topographique remarquable, traversant le plateau du Léon ; à l'est enfin, le Queffleut, qui prend sa source à proximité de celle de la Penzé, traverse les étangs de l'abbaye du Relec et se jette dans la rivière de Morlaix, sert de limite communale avec Le Cloître-Saint-Thégonnec. Le village est à 250 mètres d'altitude, mais celle-ci s'abaisse jusqu'à 125 mètres dans la partie aval de la vallée du Queffleuth, au nord-est de la commune.
| Saint-Thégonnec Loc-Eguiner | Pleyber-Christ  |                            |
| Commana                     | Plounéour-Ménez | Le Cloître-Saint-Thégonnec |
| Botmeur                     | La Feuillée     | Berrien                    |

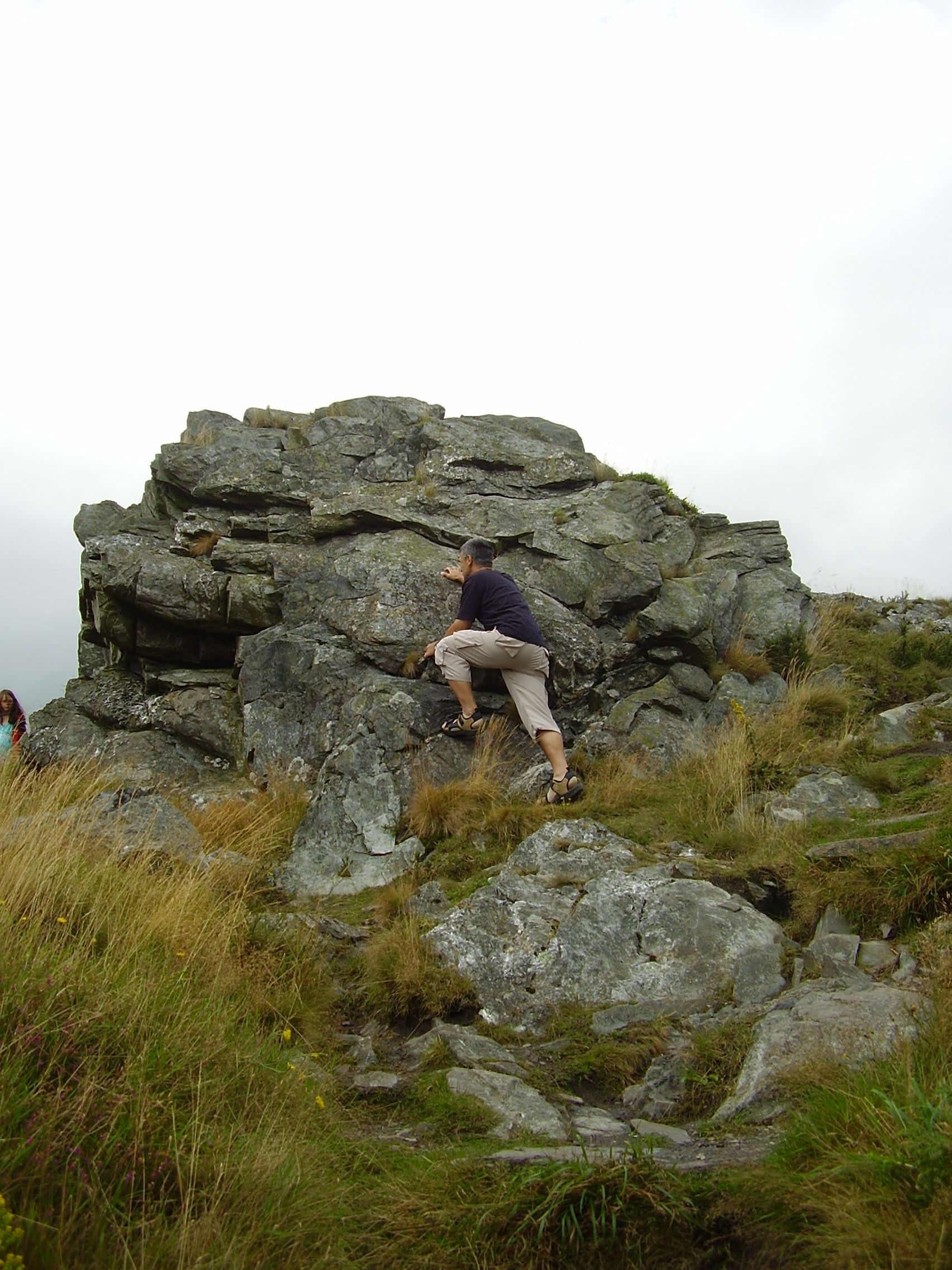
Le Roc'h Trevezel.

Récemment, les derniers relevés topographiques effectués par le service des Impôts de Morlaix et grâce à l'utilisation du GPS, dans le cadre de la numérisation du cadastre indiquent que le point culminant des monts d'Arrée est situé dans cette commune. Il s'agit de Roc'h Ruz qui culmine à 385,01 m.

### Cadre géologique
La commune est localisée dans la partie occidentale du Massif armoricain, à la limite septentrionale du domaine centre armoricain. Ce domaine est composé essentiellement de terrains appartenant à un bassin sédimentaire qui s'allonge sensiblement en direction W-E, depuis la baie de Douarnenez jusqu'au bassin de Laval. Ce bassin est principalement constitué de schistes briovériens (sédiments détritiques essentiellement silto-gréseux issus de l'érosion du segment occidental de la chaîne cadomienne, accumulés sur plus de 15 000 m d'épaisseur et métamorphisés), formant un socle pénéplané sur lequel repose en discordance des formations paléozoïques sédimentaires (formations siluro-dévoniennes constituées de schistes, phyllades et quartzites). Ces formations ont été déposées dans le bassin marqué par une forte subsidence, puis métamorphisées et déformées lors de l'orogenèse varisque (plis d'orientation préférentielle N 110° et plusieurs familles de failles d'orientations différentes).
La fin de l'histoire varisque se caractérise par le fonctionnement d'un grand accident crustal, le cisaillement nord-armoricain (CNA) qui guide la mise en place de granites. La partie septentrionale du territoire communal se situe sur une formation de type granite monzonitique à biotite à structure porphyroïde, qui compose la partie orientale du massif granitique de Commana-Plounéour, appelé aussi granite des monts d'Arrée. Le CSA décale d'une vingtaine de kilomètres le massif de Commana de celui de Plouaret. Au passage du CNA, le massif de Lannéanou fortement déformé, permet la jonction entre le massif de Commana-Plounéour et celui de Plouaret. Ces massifs font partie d'un ensemble plus vaste, le batholite médio-armoricain. Le sous-sol de la commune est ainsi formé de roches d'ère primaire, sauf dans les fonds de vallée recouverts d'alluvions. Des bancs de schistes et de quartzites, affectés d'un pendage important (60°) alternent dans la partie méridionale du territoire communal qui correspond aux monts d'Arrée ; les trois-quarts nord de la commune font partie du plateau granitique du Léon, d'où des sols acides. Ces roches sont les témoins d'une pénéplanation très ancienne à l'ère primaire suivie d'un resoulèvement à l'ère secondaire, contre-coup des plissements pyrénéen et alpin.

### Habitat
Outre un bourg, situé sur un sommet aux pentes douces, l'habitat, souvent implanté à mi-pente, sur des replats lorsque c'est possible, pour se protéger à la fois des vents qui balaient les sommets des croupes et des risques d'inondation ou de trop forte humidité des fonds de vallée, est dispersé en une quarantaine de hameaux de dimension très variable, en moyenne de cinq à dix fermes : quelques gros villages étaient traditionnellement au pied du versant nord de l'Arrée : de l'ouest vers l'est Keradalan, Traon Renard, Guerdoual, Lesmenez, Kernelec ; ce sont ceux qui ont le moins changé. Le plateau léonard, plus fertile, est parsemé de nombreux villages, les plus gros étant la Villeneuve, Clostrou, Garsplegent, Grinec, le Mengleuz, Kergus, Goasmelcun... qui occupent les terres les plus fertiles de la commune. Les fonds encaissés des deux vallées de la Penzé et du Queffleuth ne sont pas habités, sauf par des moulins, à l'importante exception du Relec (ou Relecq) en raison de la présence de l'abbaye et de quelques autres, développés à partir d'un moulin, tel Keramborn.

### Paysages
Les confins orientaux de la commune, très vallonnés, sont peu défrichés et restent en bonne partie boisés, surtout les pentes des versants des nombreux vallons (bois de Coatlosquet). Des clairières de défrichement y sont encore nettement perceptibles au Grinec et autour du lieu-dit Bois du Relecq. Les sommets de l'Arrée sont inhabités désormais même si quelques auberges s'étaient implantées le long de l'axe routier Morlaix-Quimper au XIXe siècle, mais elles ont disparu dans le courant du XXe siècle.

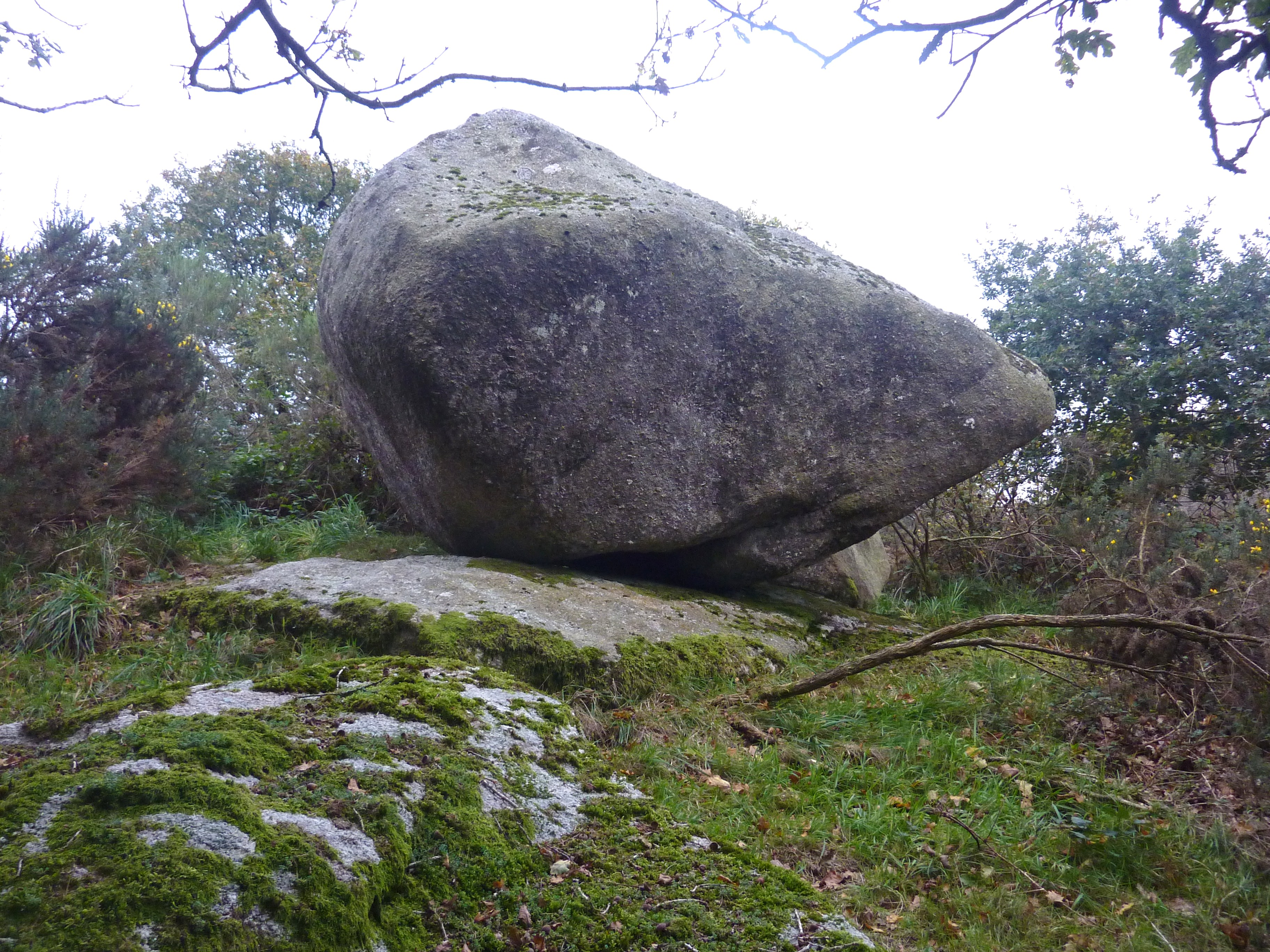
Plounéour-Ménez : la roche tremblante (au sud-est du hameau du Guernigou).

Vers 1780, d'après Jean-Baptiste Ogée, sur un total de 5 967 hectares (le territoire de Loc-Eguiner était alors inclus), les terres labourables recouvraient 2 341 ha, les prés et des pâturages 562 ha, les bois 397 ha, les vergers et des jardins 48 ha ; les landes qui étaient en grande partie exploitées, faisant alors intégralement partie de l'économie rurale, recouvraient 2 375 ha, soit 40 % du territoire communal. Des talus de terres ou de pierre délimitant les parcelles empêchent la divagation du bétail et assurent la protection des cultures.
Désormais une polyculture associée à l'élevage (y compris de nombreux bâtiments d'élevage hors-sol et les pollutions qui en découlent, eau nitratée en particulier) caractérise la vie agricole de la commune. Plouneour-menez a pour l'essentiel conservé son paysage de bocage même si de nombreux talus ont été arrachés. Une déprise agricole est nettement perceptible, entraînant un abandon de terres agricoles qui contribue à la fermeture des paysages. Un enrésinement consécutif à la politique de boisement en timbre-poste mené dans les décennies d'après la Seconde Guerre mondiale est aussi perceptible et s'ajoute aux bois de feuillus préexistants, préservés surtout autour des deux manoirs de Coatlosquet et de Penhoat car ils servaient de domaines de chasse à l'aristocratie locale. Des allées de hêtres, dont l'une mène au bourg, agrémentent les abords de ce dernier manoir.
Par contre la lande (ajoncs, bruyères...) recouvre les pentes de l'Arrée et les fonds de vallée marécageux ont une végétation principalement composée de joncs, de carex, d'orchidées et servent de refuge à de nombreuses espèces animales telles la couleuvre à collier ou la bécassine des marais. Les Landes et tourbières de Plouneour menez ont été classées Zone naturelle d'intérêt écologique, faunistique et floristique par un arrêté préfectoral de protection de biotope en date du 24 mars 2010 afin de protéger « les tourbières actives de pente et de couverture, les landes humides et mésophiles, les landes sèches et végétation des rochers » abritant des espèces végétales comme l'hyménophylle de Wilson (Hymenophyllum wilsonii), le lycopode inondé, le dryopteris atlantique, le rossolis à feuilles rondes, le rossolis à feuilles intermédiaires, le malaxis des marais, l'orchis tacheté, la spiranthe d'été, le lycopode en massue, le lycopode sélagine, la sphaigne de la Pylaie, ainsi que plusieurs espèces d'oiseaux, de mammifères, d'amphibiens et de reptiles.

### Hydrographie
Pour un article plus général, voir Réseau hydrographique du Finistère.
La commune est située dans le bassin Loire-Bretagne. Elle est drainée par la Penzé, le Coat Toulzac'h, le Queffleuth, le ruisseau le Briou, le ruisseau le Relecq et divers autres petits cours d'eau,.
La Penzé, d'une longueur de 40 km, prend sa source dans la commune  et se jette  dans la baie de Morlaix entre les communes de Saint-Pol-de-Léon et de Carantec, après avoir traversé neuf communes. 

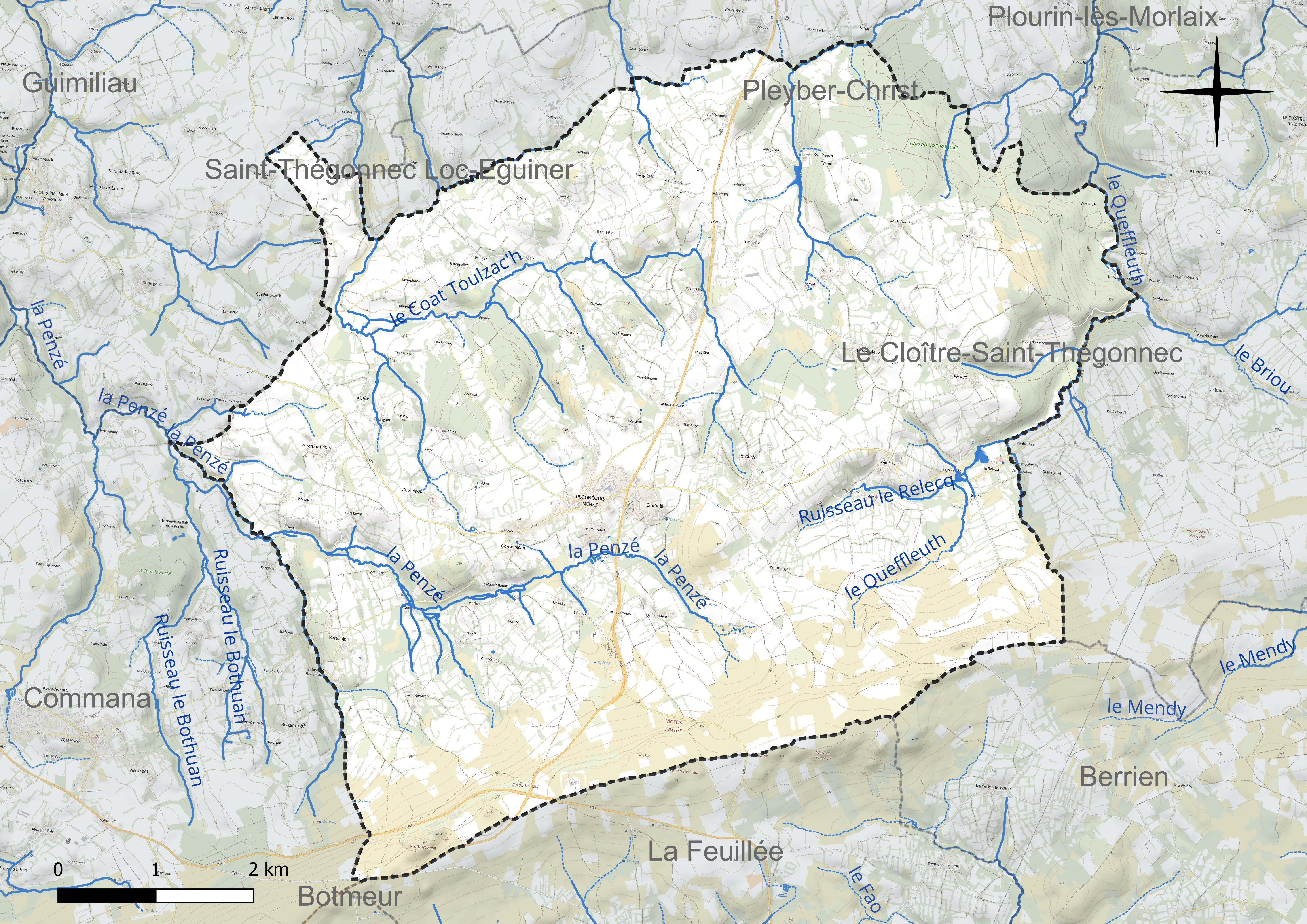
Réseau hydrographique de Plounéour-Ménez.

Le Coat Toulzac'h, d'une longueur de 25 km, prend sa source dans la commune  et se jette  dans la Penzé à Taulé, après avoir traversé cinq communes. 
Le Queffleuth, d'une longueur de 21 km, prend sa source dans la commune  et se jette  dans le Jarlot à Morlaix, après avoir traversé six communes. 

### Climat
Pour des articles plus généraux, voir Climat de la Bretagne et Climat du Finistère.
En 2010, le climat de la commune est de type climat océanique franc, selon une étude du CNRS s'appuyant sur une série de données couvrant la période 1971-2000. En 2020, Météo-France publie une typologie des climats de la France métropolitaine dans laquelle la commune est exposée à un climat océanique et est dans la région climatique Finistère nord, caractérisée par une pluviométrie élevée, des températures douces en hiver (6 °C), fraîches en été et des vents forts. Parallèlement l'observatoire de l'environnement en Bretagne publie en 2020 un zonage climatique de la région Bretagne, s'appuyant sur des données de Météo-France de 2009. La commune est, selon ce zonage, dans la zone « Monts d'Arrée », avec des hivers froids, peu de chaleurs et de fortes pluies.
Pour la période 1971-2000, la température annuelle moyenne est de 10,5 °C, avec une amplitude thermique annuelle de 11,7 °C. Le cumul annuel moyen de précipitations est de 1 261 mm, avec 16,3 jours de précipitations en janvier et 9,7 jours en juillet. Pour la période 1991-2020, la température moyenne annuelle observée sur la station météorologique la plus proche, située sur la commune de Pleyber-Christ à 7 km à vol d'oiseau, est de 11,7 °C et le cumul annuel moyen de précipitations est de 1 101,6 mm,. Pour l'avenir, les paramètres climatiques de la commune estimés pour 2050 selon différents scénarios d'émission de gaz à effet de serre sont consultables sur un site dédié publié par Météo-France en novembre 2022.

## Urbanisme

### Typologie
Au 1er janvier 2024, Plounéour-Ménez est catégorisée commune rurale à habitat dispersé, selon la nouvelle grille communale de densité à 7 niveaux définie par l'Insee en 2022.
Elle est située hors unité urbaine. Par ailleurs la commune fait partie de l'aire d'attraction de Morlaix, dont elle est une commune de la couronne,. Cette aire, qui regroupe 24 communes, est catégorisée dans les aires de 50 000 à moins de 200 000 habitants,.

### Occupation des sols

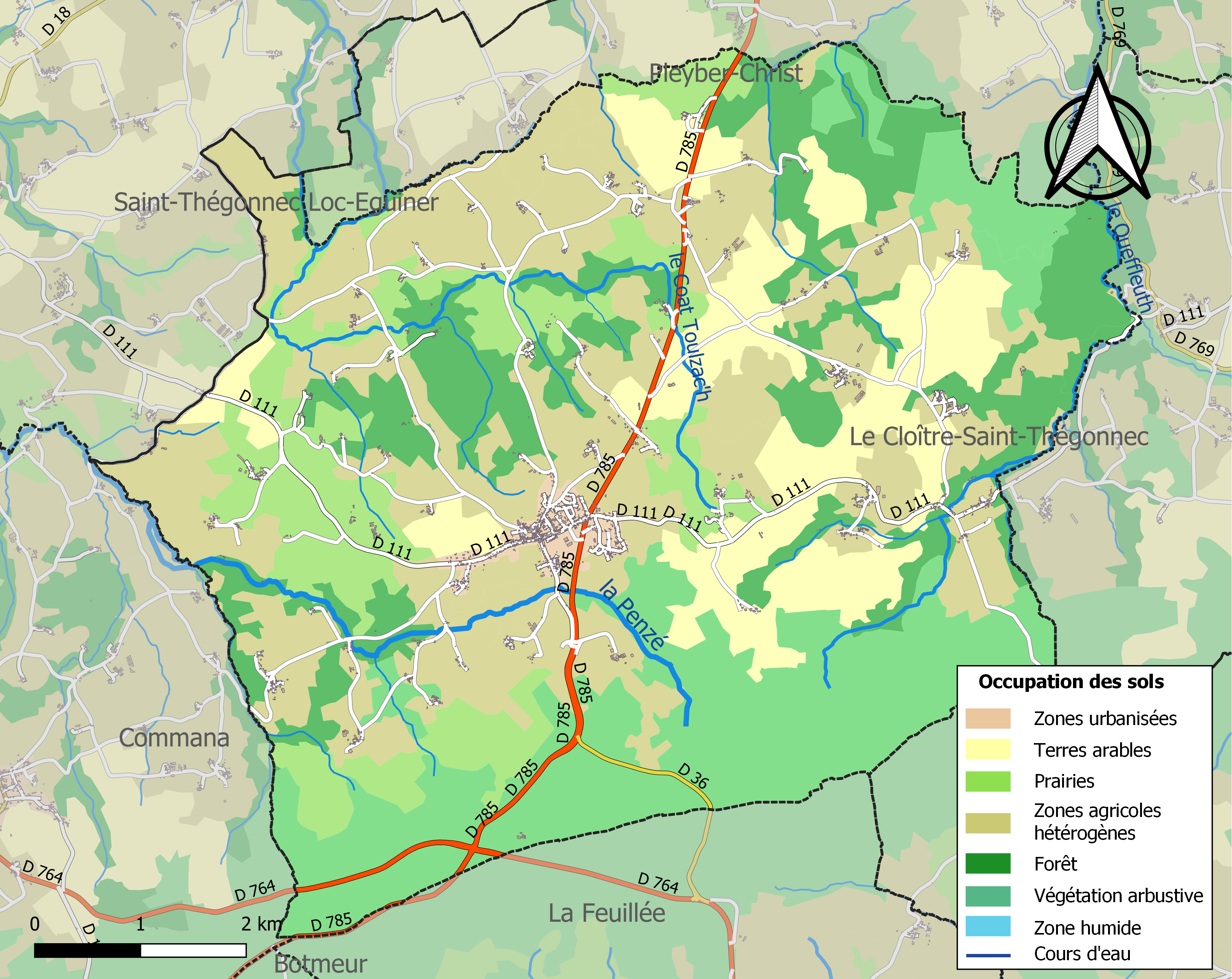
Carte des infrastructures et de l'occupation des sols de la commune en 2018 (CLC).

Le tableau ci-dessous présente l'occupation des sols de la commune en 2018, telle qu'elle ressort de la base de données européenne d'occupation biophysique des sols Corine Land Cover (CLC).
| Type d'occupation                                                                   | %    | Superficie (en hectares) |
| ----------------------------------------------------------------------------------- | ---- | ------------------------ |
| Tissu urbain discontinu                                                             | 1,4  | 74                       |
| Terres arables hors périmètres d'irrigation                                         | 13,8 | 714                      |
| Prairies et autres surfaces toujours en herbe                                       | 13,3 | 688                      |
| Systèmes culturaux et parcellaires complexes                                        | 30,7 | 1592                     |
| Surfaces essentiellement agricoles interrompues par des espaces naturels importants | 3,1  | 161                      |
| Forêts de feuillus                                                                  | 14,9 | 772                      |
| Forêts de conifères                                                                 | 1,6  | 83                       |
| Forêts mélangées                                                                    | 0,25 | 13                       |
| Landes et broussailles                                                              | 18,1 | 935                      |
| Forêt et végétation arbustive en mutation                                           | 2,8  | 147                      |

L'occupation des sols met en évidence la prédominances des territoires agricoles sur la forêt et les milieux semi-naturels ainsi qu'une faible urbanisation du territoire. Les territoires agricoles, qui occupent 60,9 % de la surface communale, ont conservé en grande partie leur structure bocagère. La forêt, qui occupe 16,5 % de la surface communale, est constituée très majoritairement de feuillus. Les landes occupent une surface considérable au sud de la commune (sommets des Monts d'Arrées).

## Toponymie
Le nom de la localité est attesté sous les formes Ploeneoul ou Pleoeneoul en 1173, Ploenaourq en 1279, ploeneormenez en 1310, Ploeneour in Monte vers 1330.
Le nom breton de la commune est Plouneour-Menez, c'est-à-dire « paroisse de Saint Enéour de la Montagne », pour la distinguer de Plounéour-Trez, littéralement « Plounéour Plage ».

## Histoire

### Préhistoire
La commune possède un patrimoine archéologique. Une pointe à dos courbe léonienne (époque azilienne) trouvée au sud du Relec est le plus ancien objet préhistorique trouvé sur la commune ; une industrie de silex taillé a été trouvée près de Pen-ar-Prajou.
Un abri sous roche, découvert à Pont-Glaz, a révélé des occupations du Mésolithique, de l'Âge du fer et du Moyen Âge. Ce chaos rocheux a entre autres servi d'abri temporaire à un groupe de chasseurs du Mésolithique. Les outils trouvés sur place ont été fabriqués à partir de pierres prises dans des gisements géologiques divers éparpillés dans l'ensemble de l'actuel département du Finistère, ce qui incite à penser que les hommes ne passaient là qu'une ou quelques nuits lors d'expéditions à longue distance.
De l'âge de la pierre polie datent une hache en métadolérite trouvée à Coatlosquet et une autre en fibrolite trouvée à Scarabin, ainsi qu'un petit menhir haut de 1,10 m, en granite, situé près de Roc'h Conan. Un coffre mégalithique en schiste, qui se trouvait dans un tertre de 9 m de diamètre, a été trouvé au sud de Keradalan ; des tombelles situées à proximité dateraient de la civilisation de Hallstatt
De l'âge du fer datent deux stèles tronconiques trouvées l'une à Penn ar Prajou, l'autre à Ty Croas près du Relec, cette dernière ayant été christianisée par la suite par l'ajout d'une croix en granite à son sommet.

### Le haut Moyen Âge
Vers 555-560, près du lieu-dit Relec, Conomor, dit aussi Conober, roi de Bretagne, protecteur de Chramn, périt dans une bataille contre ses sujets. La paroisse aurait été créée par saint Enéour, venu de l'île de Bretagne (Grande-Bretagne actuelle) lors de l'immigration celte du VIe siècle et qui serait enterré dans l'église selon la tradition. Des cavités visibles sur une roche située sur le versant nord du Roc'h Trevezel serait, toujours selon la légende, l'empreinte de son livre, de ses sandales et de son chapeau. La première mention du nom de la paroisse apparaît en 1173 sous les noms de Ploeneoul ou Pleoeneoul, en 1279 de Ploenaourq, en 1130 sous le nom de Plonéour-in-Monte.

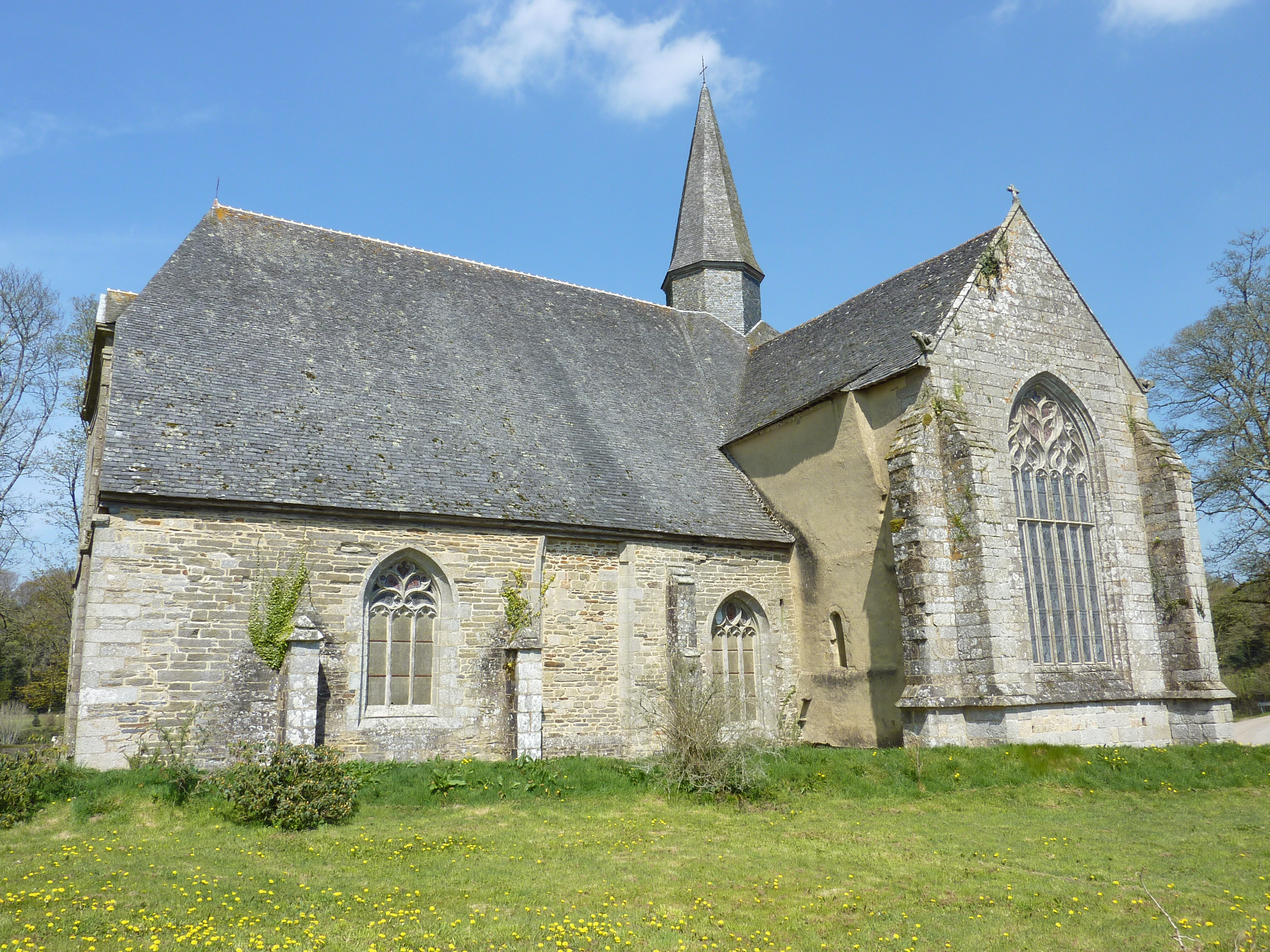
Abbaye du Relec : l'église abbatiale.

Cette région du piémont nord des monts d'Arrée est défrichée et mise en valeur par les moines cisterciens de l'abbaye du Relec, située en Plouneour-menez, mais aussi les Hospitaliers, selon un système de tenure très particulier : la quévaise. La découverte récente du village déserté de Goarem-ar-C'hoz-Tier, abandonné au XVIIe siècle, pas encore fouillé, devrait permettre d'étudier plus à fond ce mode d'exploitation. Un autre village déserté a été trouvé à Traon-Milin.

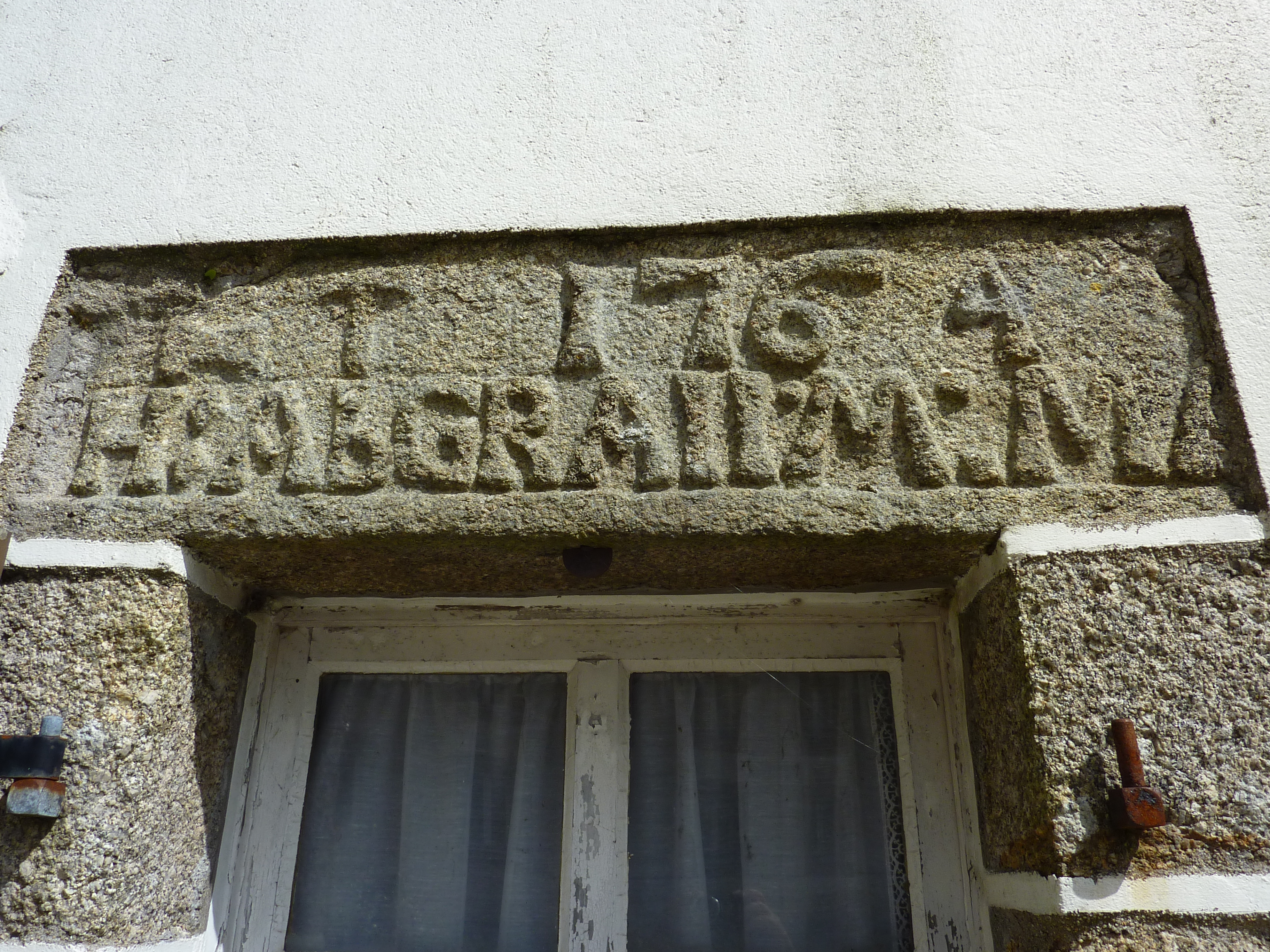
Inscription gravée portant la date de construction d'une maison sur un linteau en granite.

### Les Hospitaliers
Cette région du piémont nord des monts d'Arrée est défrichée et mise en valeur par les Hospitaliers de l'ordre de Saint-Jean de Jérusalem, implantés à La Feuillée (à Keraladan et Mesqueau) selon un système de tenure très particulier : la quévaise.

### Les seigneurs de Coëtlosquet
Les seigneurs de Coëtlosquet (le nom en langue bretonne signifie en français « bois brûlé ») ont longtemps été les plus puissants de Plouneour-menez, du Moyen Âge à la Révolution française et certains d'entre eux ont joué un rôle non négligeable dans l'histoire de France.
Bertrand de Coëtlosquet participe à la Septième croisade en 1248. Olivier Quoetlosquet est cité par Dom Morice comme l'un des trente écuyers de la chambre d'Alain VII de Rohan à la montre de Thérouanne le 18 septembre 1383. Mais sa filiation n'est pas établie.
L'ancien moulin seigneurial de Coëtlosquet, bâti en 1608, était consacré à la mouture [= action de moudre] du blé. Flanqué de puissants contreforts et soigneusement appareillé, il ressemble à un manoir avec sa tour qui abrite un escalier de pierre et ses latrines. Les mécanismes du moulin se situaient aux deux premiers niveaux, la famille du meunier habitant le deuxième étage.
Au XVIIe siècle, la seigneurie de Penhoët, sise en Saint-Thégonnec, s'étendait alors sur huit paroisses : Saint-Thégonnec, Taulé, Plouvorn, Plougar, Guiclan, Pleyber-Christ, Commana mais aussi partiellement sur Plouneour-menez et la châtellenie de Daoudour est subdivisée en deux juridictions : celle de Daoudour-Landivisiau, dite aussi « Daoudour-Coëtmeur », qui avait son siège à Landivisiau et comprenait Plouvorn et ses trèves de Mespaul et Sainte-Catherine, Plougourvest et sa trève de Landivisiau, Guiclan, Saint-Thégonnec, Guimiliau, Lampaul-Bodénès, Pleyber-Christ, Commana et sa trève de Saint-Sauveur, Plouneour-menez et pour partie Plouénan ; et celle de Daoudour-Penzé, qui avait son siège à Penzé et comprenait Taulé et ses trèves de Callot, Carantec, Henvic et Penzé, Locquénolé, Saint-Martin-des-Champs et sa trève de Sainte-Sève.

### L'âge d'or de la renaissance bretonne: lesjuloded

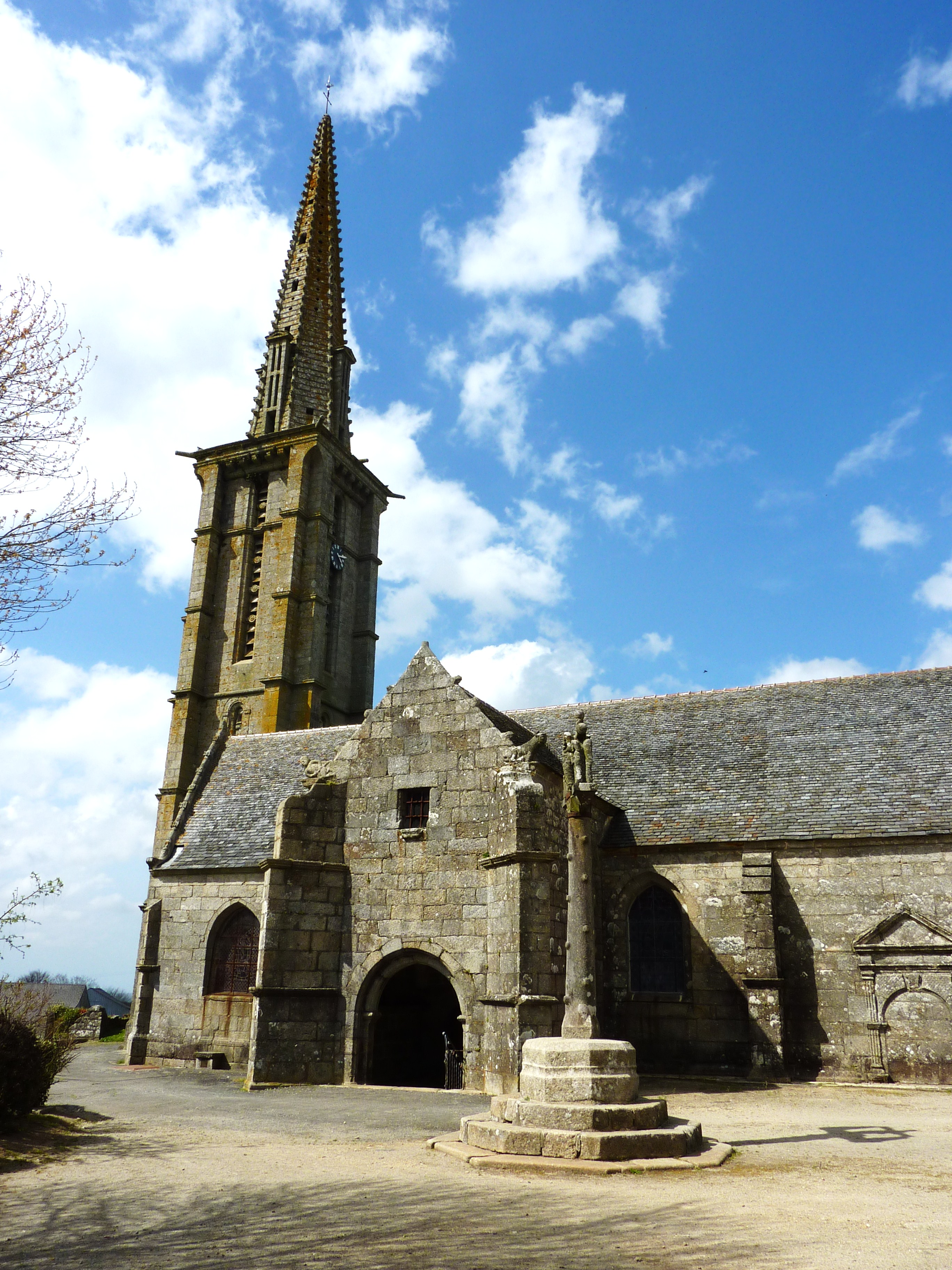
L'église Saint-Yves, son clocher-porche et la croix de l'ancien cimetière.

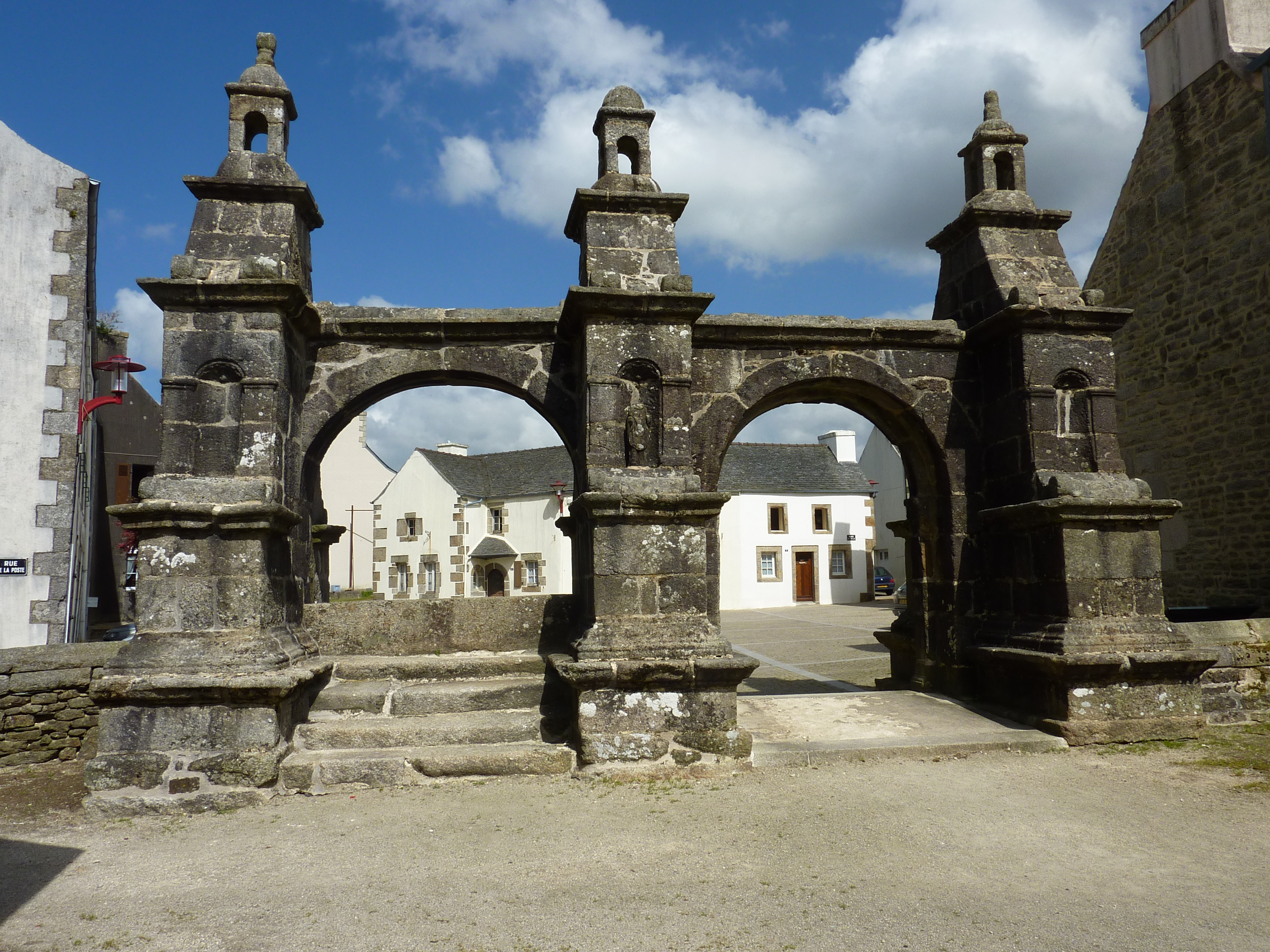
La porte d'entrée de l'enclos paroissial.

La région de Plouneour-Ménez et des villages voisins du Léon a connu un âge d'or grâce au commerce du lin du XVIe et XVIIIe siècles, époque des grands commerces entre la Bretagne et l'Angleterre, la Hollande, l'Espagne et l'Amérique latine, via les ports de Morlaix et de Landerneau. Les marchands toiliers constituent alors l'élite sociale de la région : les « julots » (en breton, au pluriel  juloded), à l'imitation des marchands hollandais de Morlaix, les Julius. Implantés uniquement dans le Léon méridional ou Haut-Léon, proche des monts d'Arrée, cette aristocratie paysanne (on parle parfois de « demi-nobles »), pratiquaient une véritable caste à très forte endogamie et jouèrent un rôle important lors de la « Renaissance bretonne », construisant églises avec un riche mobilier, calvaires et enclos paroissiaux, y compris à Plouneour-Mnez, même si ceux de certaines paroisses voisines sont plus célèbres.
Selon P. Hémon, dans un article publié en 1913, « la partie de notre département où les habitants en avaient atteint la plus grande connaissance semble être originairement la plus rapprochée de l'abbaye du Relecq, en Plouneour-menez. Les moines étaient très aimés de leurs vassaux, dans les affaires desquels ils se trouvaient immiscés continuellement, attendu que c'était le dernier-né qui jouissait des avantages attachés à la primogéniture ». L'abbé se trouvait donc souvent tuteur de son vassal en bas âge, et avait pour toute la famille une tendresse vraiment paternelle ».

« Aux XVIIe et XVIIIe siècles, la toile est la seule activité industrielle de la paroisse. Elle constitue pour l'immense majorité de la population la source d'un revenu d'appoint qui s'ajoute au profit que les habitants de Plounéour-Ménez tirent de leurs terres peu fertiles. Plus largement les activités comme les tanneries, le papier ou encore le tabac sont fréquentes dans le Léon. (...) Ces marchands sont des personnes aisées : la valeur totale des biens inventoriés chez eux représentent au moins le quintuple de ce que possèdent la majorité des habitants de Plounéour-Ménez ; c'est-à-dire au moins 2 000 livres contre 400 livres, au début du XVIIIe siècle. (...) François Croguennec, qui en 1765, se fait construire une imposante demeure à Kergaradec-Bihan (depuis 1857 en Loc-Eguiner-Saint-Thégonnec), le fil et la toile représentent 62 % de la valeur totale des biens inventoriés sur l'exploitation (...) qui porte sur plus de 10 000 livres. »

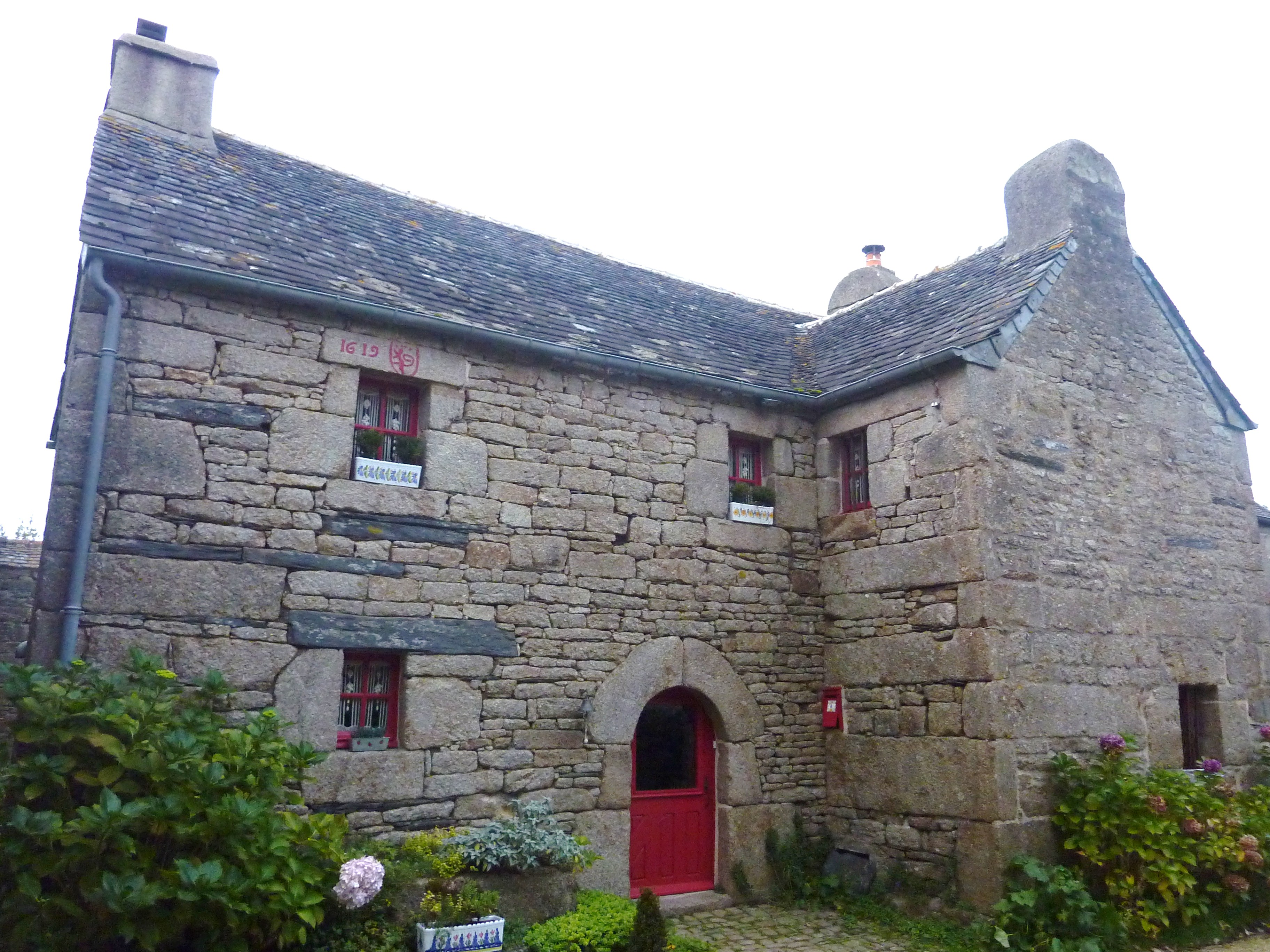
Plouneour-menez : maison de "Julod" datée de 1619 et portant les armes des seigneurs de Coatlosquet.

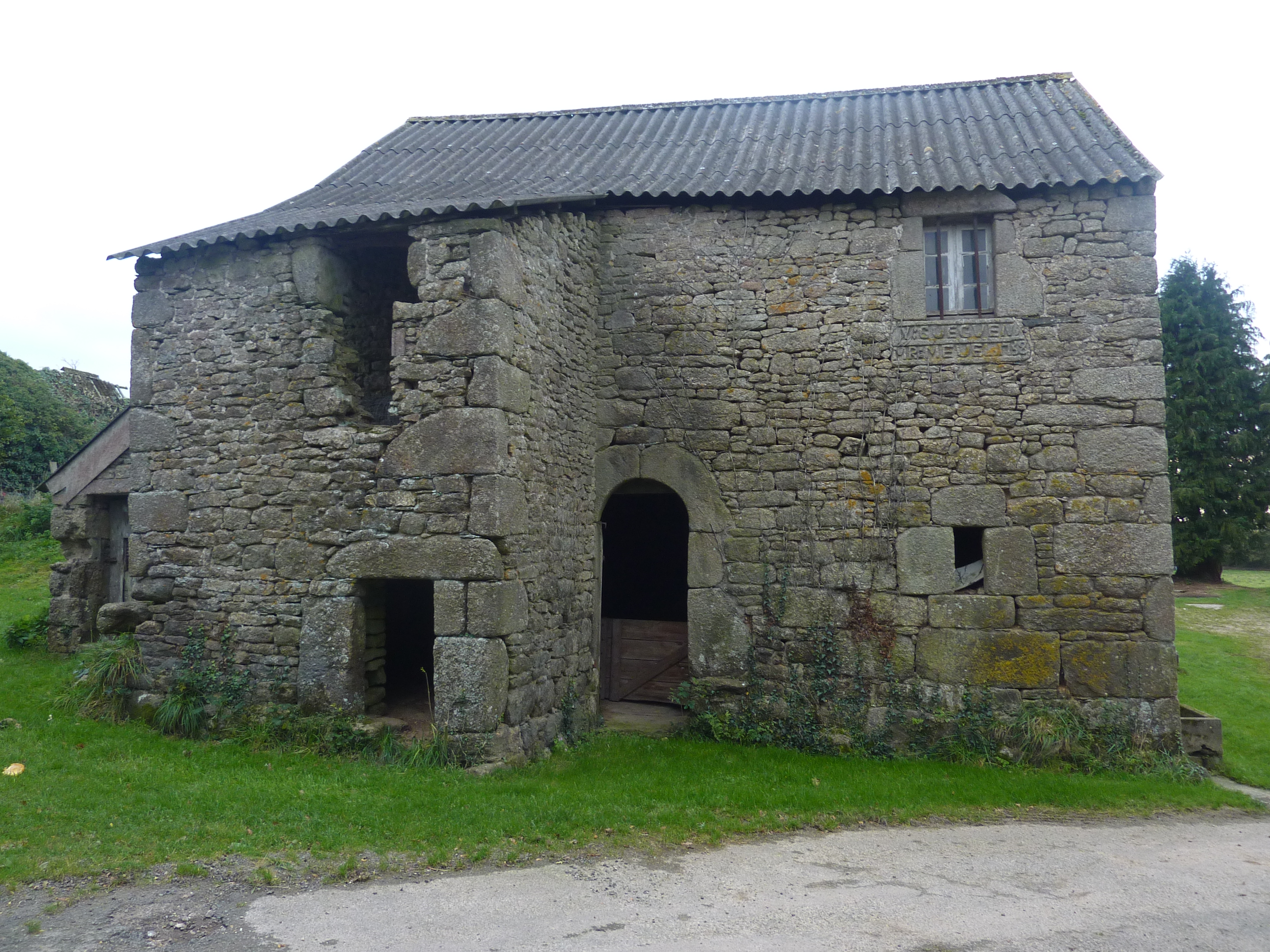
Maison d'un couple de juloded, Yves Guéguen et Marie Mével, à Kergavan en Plouneour-menez datant de la première moitié du XVIIIe siècle.

Les Juloded construisirent de belles maisons à porche surélevé, dites « maisons anglaises » dont de nombreux exemples sont encore visibles à Plouneour-Ménez : près de la moitié des maisons de juloded qui ont été identifiées dans le Haut-Léon sont situées à Plouneour-Ménez, par exemple dans le village de Kermorvan qui garde la mémoire des familles Madec et Queïnnec, l'ascension sociale de cette dernière étant symbolisée par l'élection d'un de ses membres, Jacques Queinnec, comme député de la Convention. Certains Juloded étaient beaucoup plus aisés que la plèbe nobiliaire locale : en 1736, la maison de René Léon à Penher en Plouneour-Ménez dispose d'une surface habitable d'environ 300 m2, soit plus que celle de nombreux manoirs. D'ailleurs certaines maisons de Juloded sont dénommées manoirs ; certaines disposent d'un escalier extérieur comme à Kervian.
Ils construisirent aussi, implantés généralement à proximité d'un cours d'eau mais à l'écart des habitations en raison des odeurs, des kanndi ou « maisons à buée », avec une cheminée à l'un des pignons, une ou deux portes et parfois des fenêtres, consacrés au rouissage du lin. Celui-ci, placé dans un douet où les fibres de lin étaient mélangées à de la cendre, était foulé dans d'immenses auges en granite (cuve de buanderie) disposées le plus souvent à l'autre pignon, près de la cheminée indispensable pour chauffer l'eau. On en voit encore quelques-uns dans la campagne éneourienne, au village de Resloas par exemple qui en comptait trois au début du XIXe siècle. Près de 230 kanndi dont des traces subsistent ont été recensés sur les trois communes de Plouneour-menez, Commana et Sizun. Cette activité s'effondra lors des guerres de la Révolution française et de l'Empire, en partie à cause du Blocus continental.
Alimenté par l'eau d'une source, un douet servait à rincer le fil. Les dalles de schiste appelées « repamoirs » permettaient de reposer les écheveaux. Après une journée passée dans le kanndi, le fil était rapporté près de la maison. Il y était étendu sur le courtil et le soleil poursuivait le blanchissement durant quinze jours. Le cycle était répété de six à neuf fois et il fallait plusieurs mois avant d'obtenir un blanchissement correct. Un kanndi pouvait ainsi blanchir chaque année assez de fil pour fabriquer une centaine de toiles d'environ 120 m de long et de 0,90 m de large.
Cet habitat contraste avec celui, beaucoup plus modeste, des paysans ordinaires qui vivaient souvent dans des longères caractérisées par l'habitat mixte (cohabitation des hommes et du bétail sous un même toit, parfois dans une même pièce) et de petites fenêtres, qui fut majoritaire du Moyen Âge au XIXe siècle. Des logis indépendants, avec séparation des habitats des hommes et des animaux, apparurent progressivement à partir du XVIIe siècle, d'abord chez la paysannerie aisée avant de se généraliser progressivement dans la seconde moitié du XIXe siècle, avec même parfois l'ajout d'un étage. Des maisons à avancées (en breton apotheiz) sont aussi apparues, comme dans le nord de la Cornouaille voisine.

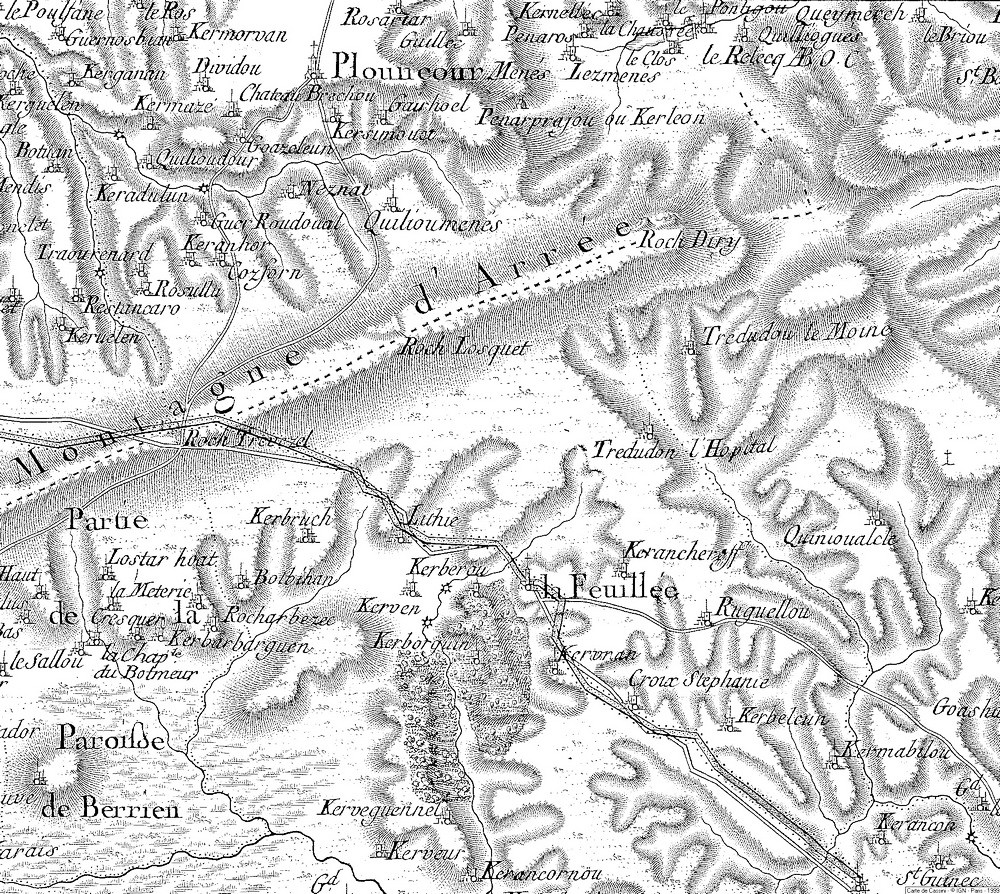
Carte de Cassini (XVIIIe siècle) : la région de Plouneour-menez.

Les juloded dominaient le « corps politique » de la paroisse : en 1700, le greffier de la fabrique de Plouneour-menez se plaint qu'il est « difficile de trouver tous les douze [membres] ensemble pour délibérer à cause des voyages qu'ils font fréquemment au sujet de leur commerce ». Plusieurs Juloded semblent avoir eu à domicile des « prêtres habitués », c'est-à-dire à leur service et résidant chez eux, par exemple à Plouneour-Ménez chez Anne Pouliquen à Kermorvan et chez Guillaume Nicolas à Lesmenez.

Plounéour-Ménez : Kermorvan, ancienne maison de Julod
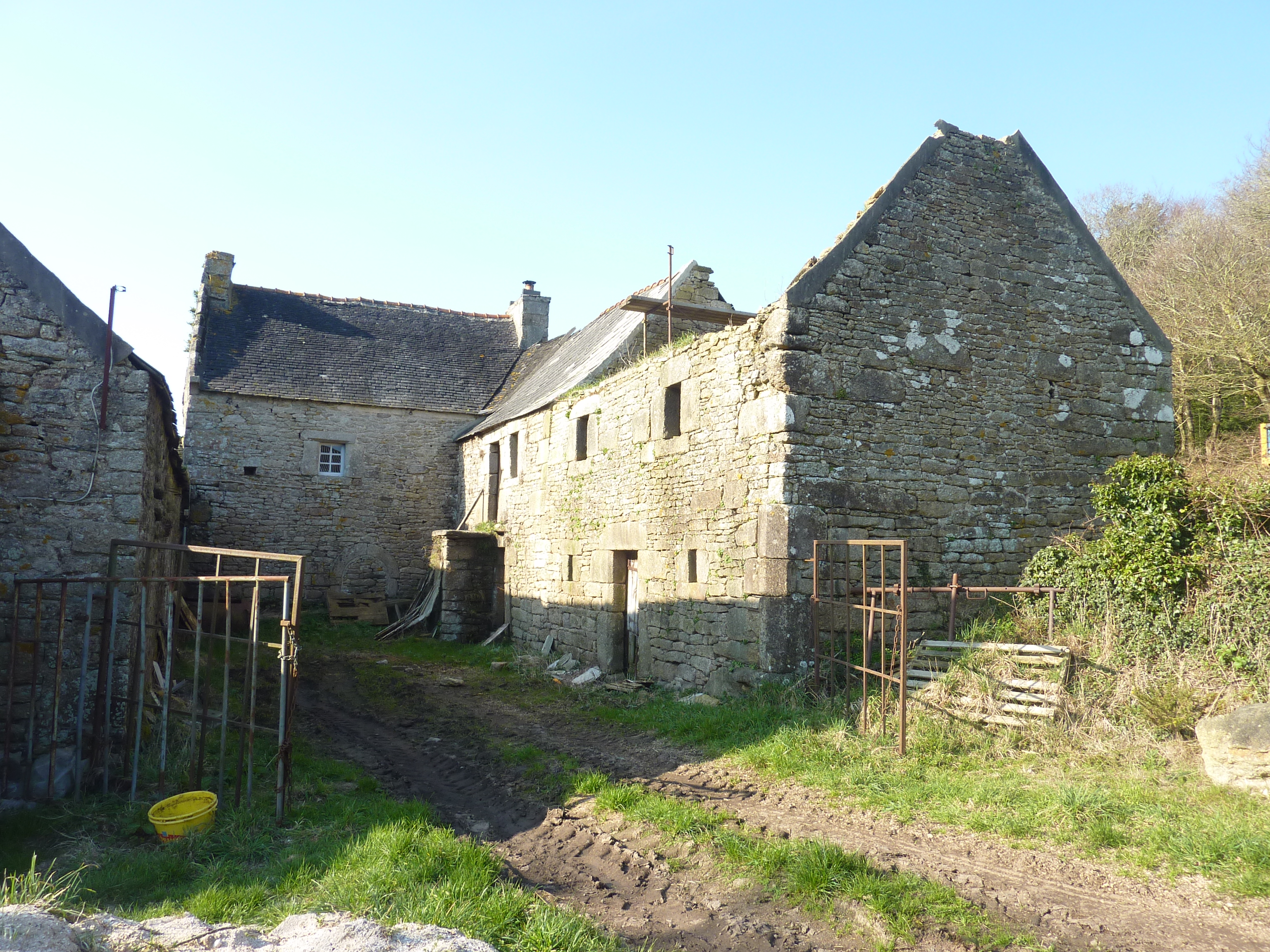
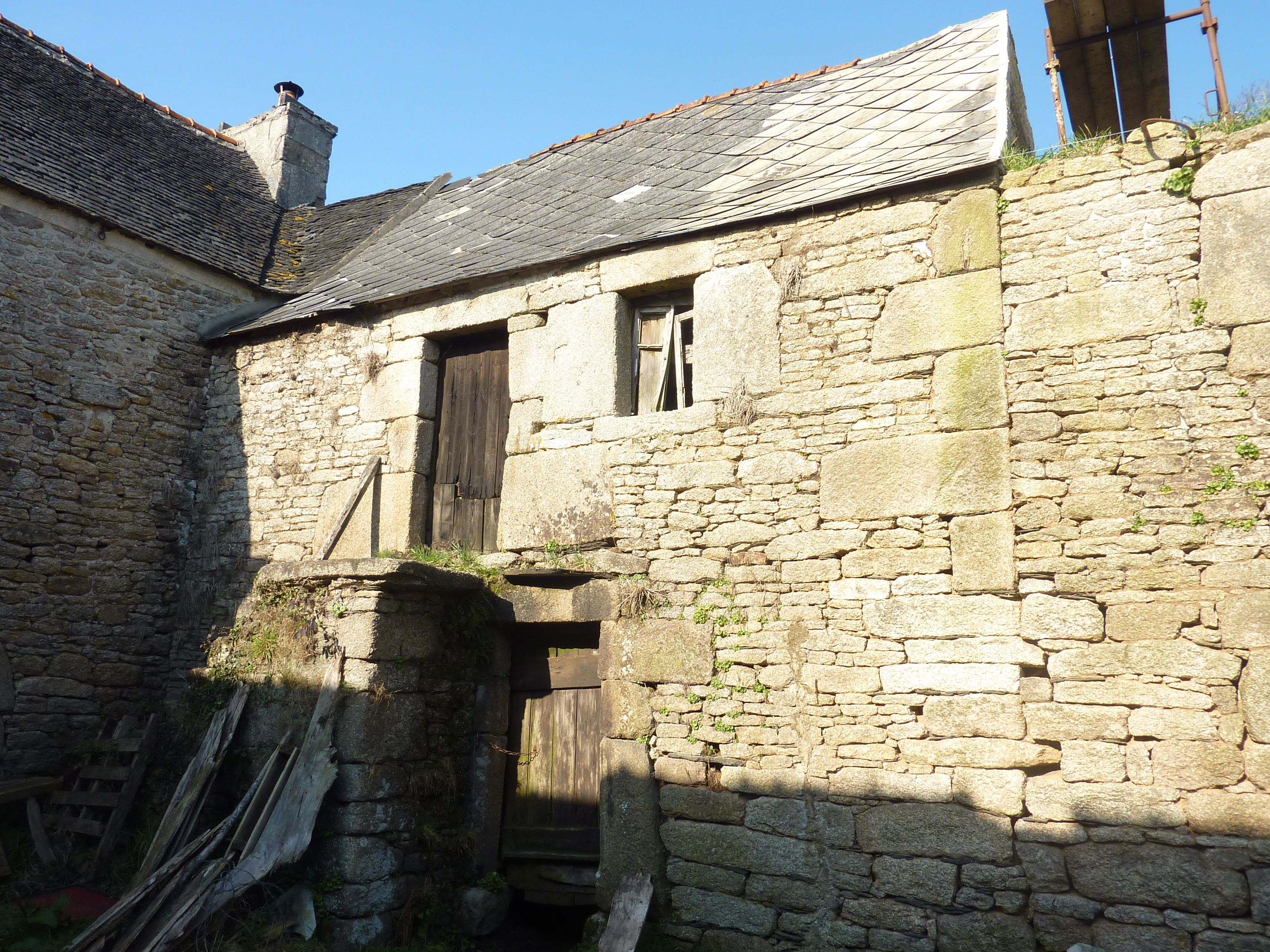
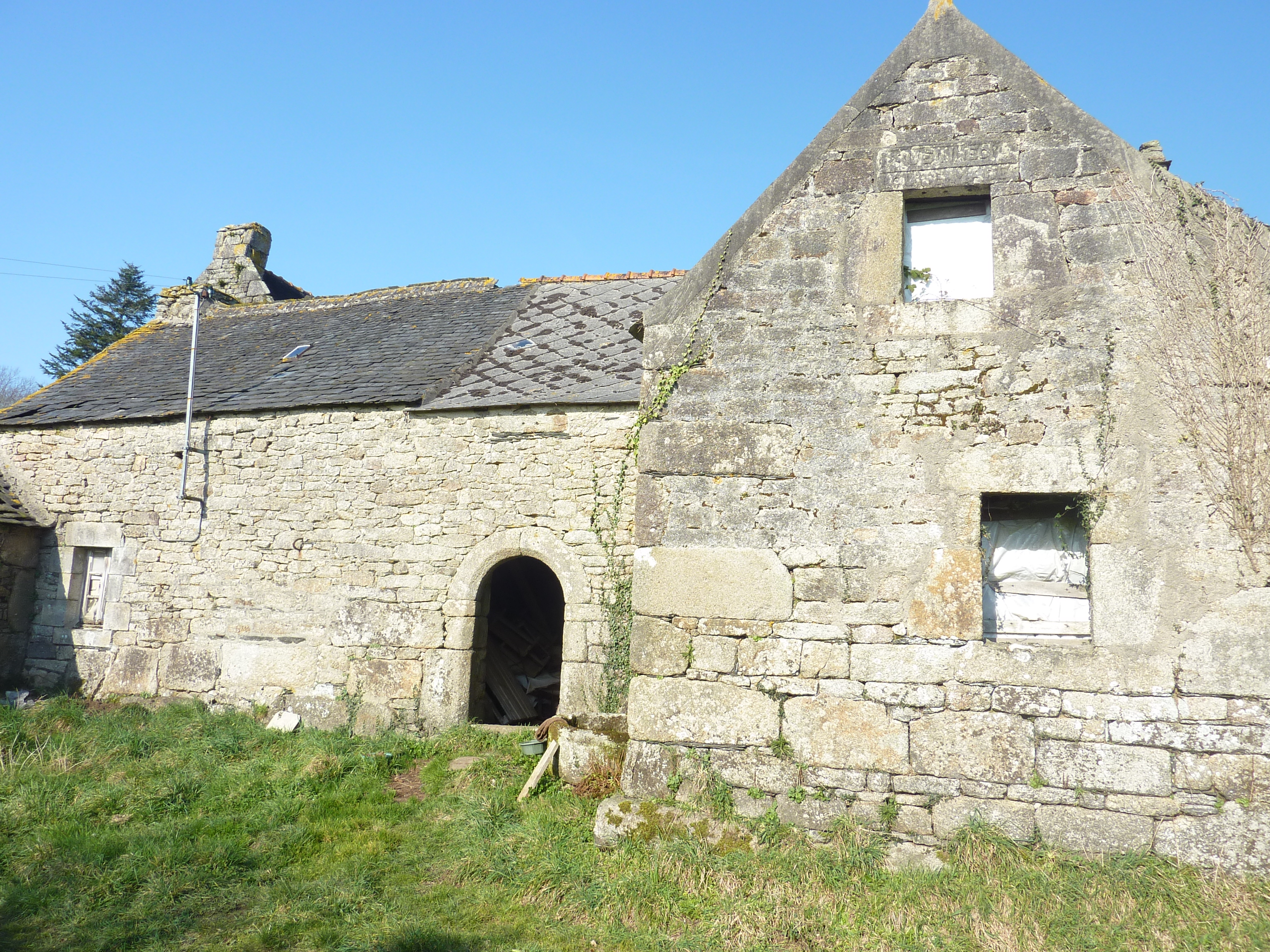
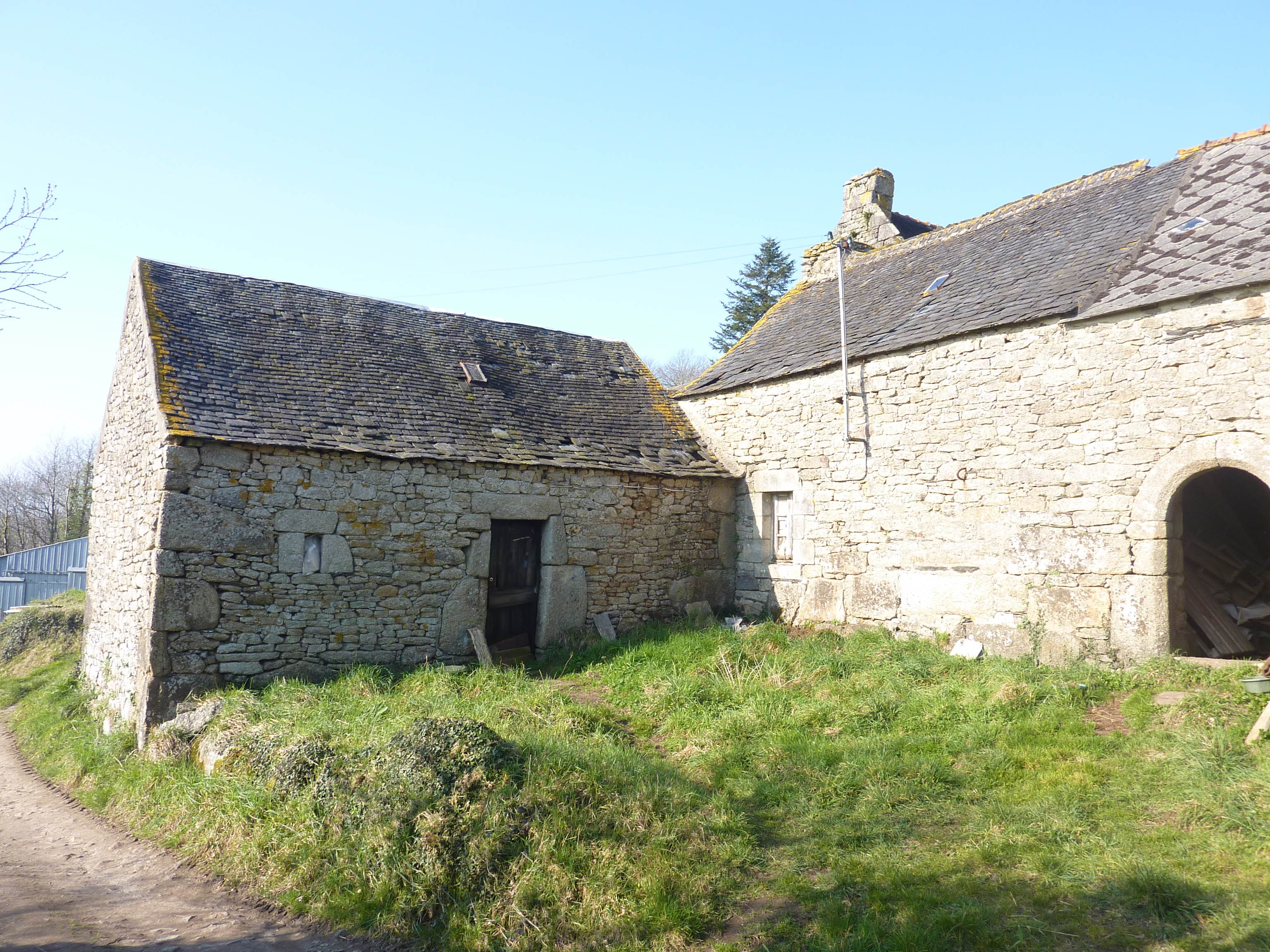
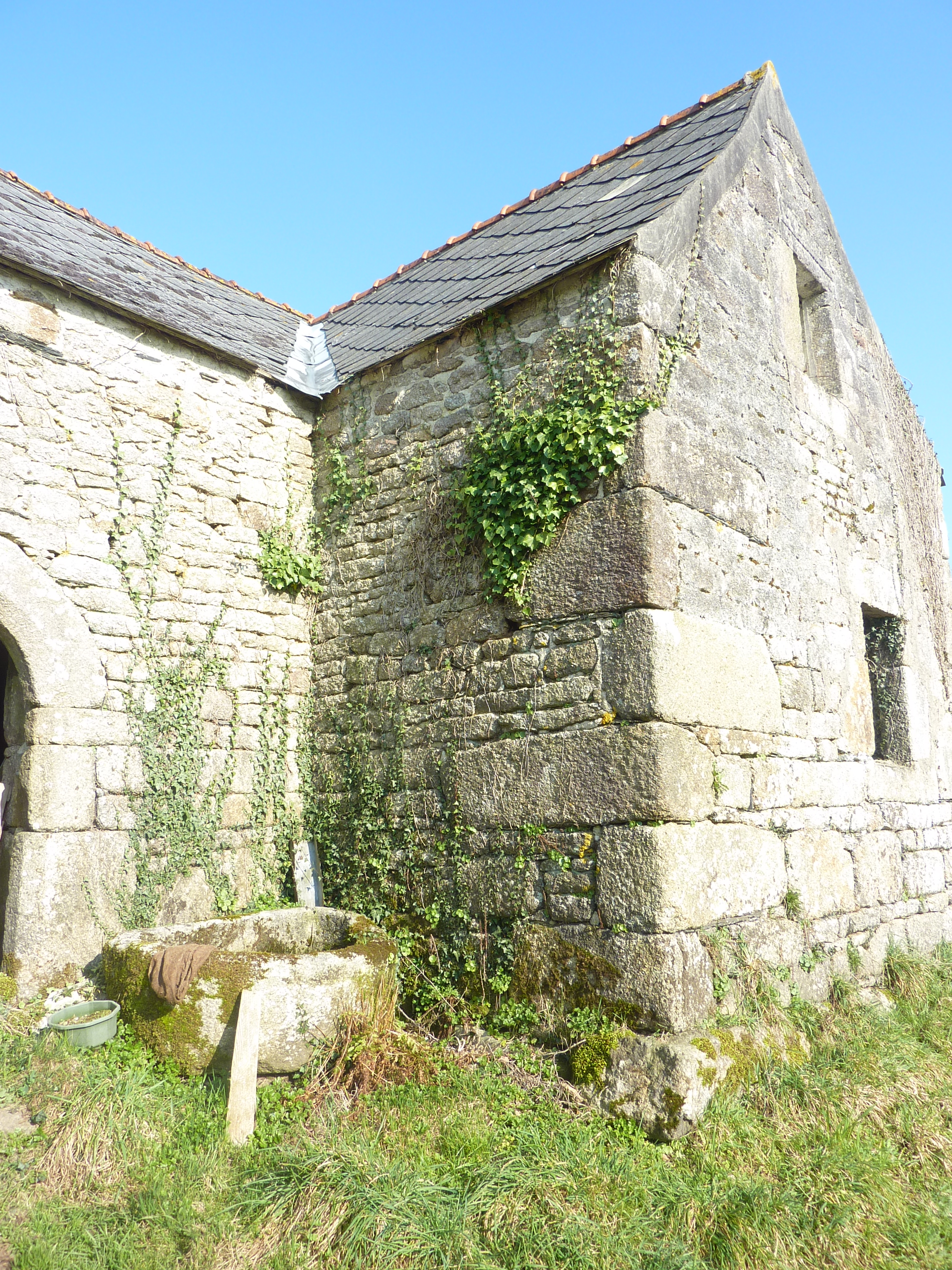

L'endogamie pratiquée par les Juloded se perçoit à travers les homonymies, mais aussi par les maisons jumelles, utilisant un pignon commun constituant un axe de symétrie entre les deux bâtisses, qui datent essentiellement du XVIIe siècle, dont plusieurs exemples sont encore visibles à Plouneour-Ménez : à Kerfrecq, deux maisons jumelles (l'une est datée de 1652) portent sur le linteau de leur porte d'entrée les noms de leurs constructeurs : Kerdiles-Pouliquen pour l'une, Kerdiles-Croguennec pour l'autre ; l'une a été transformée en maison à avancée (apoteiz) en 1740.

### Misère, maladie et pauvreté
Cette richesse apparente, au moins de certains, ne doit pas faire illusion. Misère et pauvreté ainsi que les épidémies et maladies étaient, comme partout à l'époque, frappaient fréquemment une part importante de la population. Par exemple, en 1774, l'abbé Le Gouaz, recteur de la paroisse écrit à l'intendant de Bretagne : "Nous sommes dans la dernière des misères. Le coma vigil et vaporeux nous ravage depuis plus d'un an et nous dépeuple sans fin : 219 morts l'année dernière, 32 depuis le commencement de ce mois de janvier. « Les paysans ne font usage que de remèdes simples tels que le bois amer, le gland, l'alun, et le suif ou graisse (...) » écrit le subdélégué de Quimper.
Il s'agit probablement d'une épidémie de typhus : la maladie est parvenue à Brest en 1757, rapportée de Nouvelle-France par l'escadre du lieutenant général Emmanuel-Auguste Cahideuc Dubois de La Motte et, après avoir ravagé la ville, l'épidémie se répandit dans le Léon, puis la Cornouaille, le Trégor et même l'évêché de Rennes, connue sous le nom de « maladie de Brest ».
L'abbé Yves Le Gloas écrit: « Ce territoire renferme des montagnes d'Arrée, des landes et des sous-bois peu fertiles. On conçoit très vite que les habitants ne doivent pas être très riches. (...) Ici, la voisine accouche sa voisine et ainsi tour à tour. De là, combien d'enfants meurent avant de paraître. D'autres sont infirmes ou impotents. (...) Le blé noir dont le commun vit coûtait 21 sous, il se vend aujourd'hui 121. Je ne parle point du froment. Nos pauvres n'en goûtent jamais. (...) Rentrer chez eux, c'est la pauvreté même. À moitié nus, sans bois pour se chauffer, sans lits, si ce n'est qu'un peu de paille, du fumier ».

#### Plouneour-Ménez en 1778
Jean-Baptiste Ogée décrit ainsi Plouneour-menez en 1778 :

« Plouneour menez ; à sept lieues au sud-sud-est de Saint-Pol-de-Léon, son évêché ; à 36 lieues de Rennes et à quatre lieues de Morlaix, sa subdélégation. Cette paroisse ressortit à Lannion et copte 3 300 communiants ; la cure est présentée par l'Évêque. La seigneurie de l'endroit, qui a haute justice, appartient aux moines de l'abbaye du Relec qui, en 1288, possédaient dans ce territoire le manoir de Kermaguériou ; on y voyait aussi les maisons nobles de Penhoët, Lesquelen, Kergus, Mofineou, Coëtlosquet et la Salle. Ce territoire renferme partie des montagnes Darès, des landes et le bois du Relec ; voilà ce que présente à la vue ce territoire, qui est un des moins fertiles de la province. On conçoit facilement que les habitants de ce pays ne doivent pas être riches. »

### Pendant la Révolution française
Les deux députés représentant la paroisse de Plouneour-menez lors de la rédaction du cahier de doléances de la sénéchaussée de Lesneven le 1er avril 1789 étaient Jacques Queinnec et Yves Coat.
Le Conseil général de la commune de Plounéour-Ménez demande le 28 novembre 1790 la suppression des domaines congéables, dont les lourdes redevances dues par les "colons", souvent supérieures à la moitié de leurs revenus, continuaient d'être exigées par les propriétaires.
Le curé (recteur) Jean Briand et un vicaire, Floc'h, refusent de prêter le serment de fidélité à la Constitution civile du clergé mais un autre vicaire accepte, François Rivoal. Des curés constitutionnels sont élus pour les remplacer : V. Pacé en 1791, Guillaume Charles en novembre 1792.

### LeXIXesiècle

#### Agriculture et vie rurale auXIXesiècle
Selon des statistiques agricoles publiées en 1849 et concernant selon les productions des années comprises entre 1836 et 1846, a totalité de la population communale en 1836, soit 4 127 personnes, est considérée comme agricole. La répartition de l'occupation des terres est alors la suivante : 2 341 ha de terres arables, 2 375 ha de landes et bruyères, 445 ha de bois, taillis et plantations, 562 ha de prairies naturelles ; la commune possédait alors vingt-trois moulins en activité. Les paysans de Plouneour-menez cultivaient à l'époque 468 ha d'avoine, 234 ha de froment, 234 ha d'orge, 158 ha de seigle, 281 ha de sarrasin, 23 ha de lin, 19 ha de chanvre, 47 ha de navets, betteraves, carottes et choux (dont 37 ha de navets), 117 ha de trèfle, 117 ha de pommes de terre, 2 217 ha d'ajoncs d'Europe, 702 ha restant en jachère, et élevaient 405 chevaux (260 mâles, quarante juments, cinq poulains), 1 100 bovins (dont cinq cents vaches), 380 porcs, 78 ovins (cent béliers, 250 moutons, 350 brebis, soixante agneaux), 1 728 poules et 240 coqs, vingt canards, quinze oies, et possédaient 315 ruches à miel.

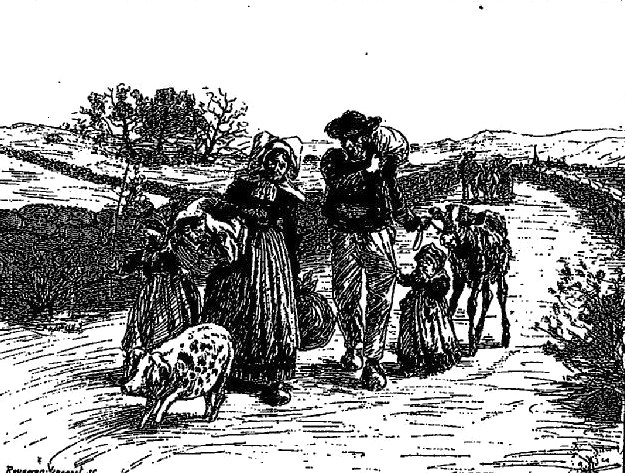
Gens de Plouneour-Menez se rendant à la foire.

Vers 1840, cinq foires, spécialisées dans la vente des chevaux, des bêtes à cornes et des porcs, se tenaient chaque année au bourg de Plouneour-menez, le deuxième lundi des mois de janvier, avril et juin, le 13 juillet et le 9 novembre ; dans son rapport, le sous-préfet de Morlaix note que ces foires sont très suivies et offrent une très grande importance pour le commerce des bovins, mais que les chevaux, qui appartiennent à la race des doubchambéri chambéri les bidets, n'y sont présents qu'en très petit nombre. Mais cinq autres foires, spécialisées aussi dans la vente des mêmes animaux, se tenaient annuellement au Relec les 1er février, 24 mars, 14 août, 7 septembre et 7 décembre ; le sous-préfet de Morlaix note qu'elles sont très suivies et offrent une très grande importance pour le commerce des bovins mais que par contre seuls des chevaux doubles bidets sont présentés à la vente, pas de chevaux de « race équine forte ».
A. Marteville et P. Varin, continuateurs d'Ogée, décrivent ainsi Plouneour-menez en 1853 :

« Plouneour-Menez : commune formée par l'ancienne paroisse de ce nom, aujourd'hui succursale. (...) Principaux villages : Keranbloc'h, Kergaradec, Kervengant, Kerargant, Kerandan, Kergus, Mengleuz, Lesmenez, Goasmelcun, Kergavant. Superficie totale : 5 976 hectares, dont (...) terres labourables 2 341 ha, prés et pâturages 562 ha, bois 397 ha, vergers et jardins 48 ha, landes et incultes 2 375 ha, étangs 8 ha (...). Moulins : 23 (Kermès, Kergratias, Kergaradec, Alain, Pont-Pencoat, Runiou, Coatlosquet, Dandrolac'h, de Roscoat, Ar-Manac'h, Duhilec, à eau) (...) Il y a, outre l'église et la chapelle du Relec, la chapelle de Loc-Eguiner, située à l'ouest du bourg, et celle de Locmaria. Il y a foire au bourg le deuxième lundi des mois de janvier, avril, juin, le 13 juillet et le 9 novembre ; et au Relecles 1er février et mars, le 14 août, le 7 septembre et le 7 décembre. Géologie : constitution granitique ; quelques gneiss à l'est du bourg ; bande de grès dans le sud ; quelques terrains tourbeux ; roches feldspathiques à Rozembic, Kerul et Tourlamerr. On parle le breton. »

La pauvreté reste grande à la fin du XIXe siècle. En 1892, Constant de Tours écrit : « Plounéour-Ménez groupe ses pauvres maisons au centre d'un pays aride, au milieu des landes sauvages qu'encadrent les derniers contreforts des Montagnes d'Arrée; l'élevage des bestiaux est la seule ressource du pays ».

#### Autres faits duXIXesiècle
Huit hommes et une femme ayant commis une série de six vols avec violences aux alentours de Morlaix entre le 12 vendémiaire an IX (4 octobre 1800)  et le 11 messidor an IX (30 juin 1801 furent condamnés à mort par le tribunal de Quimper et guillotinés le 14 ventôse an X (5 mars 1802) ; parmi eux Vincent Parc et son épouse Marie Marthe Le Dilasser ainsi que Thomas Lozach habitaient Plounéour-Ménez, de même que cinq de leurs complices (dont 3 de Plouneour-Ménez), condamnés à 24 ans de maison de force.
Un député a été originaire de la commune : Jacques Queinnec, né le 23 mars 1755 à Ploërmel, décédé le 26 avril 1817 à Kermorvan en Guiclan, cultivateur, membre d'une famille de juloded, fut membre de la Convention, puis du Conseil des Cinq-Cents sous le Directoire.
En 1843 Loc-Eguiner-Saint-Thégonnec qui était sous l'Ancien régime une trève de Plouneour-Ménez, devient une paroisse indépendante, qui est érigée en commune en 1866 : « Les habitants notables de la section de Loc-Eguiner, en Plouneour-Ménez, ont formé une demande tendant à obtenir l'érection en commune de tout le territoire composant leur section. (...) Pareille demande avait déjà été formulée en 1853 ».
Le bureau de poste de Plouneour-Ménez est créé en 1865. Le transport du courrier s'améliore : en 1868, un service de transport des dépêches à cheval est mis en place entre Plouneour-Ménez et Brasparts, commune elle-même déjà reliée pour ce service à Pleyben et Châteaulin. Ce service complète une liaison déjà existante pour le transport du courrier entre Carhaix et Morlaix, via Plounéour-Ménez et Pleyber-Christ.
Le pourcentage de conscrits illettrés à Plounéour-Ménez entre 1858 et 1867 est de 68 %. En 1873 l'agrandissement de l'école publique des garçons et la création d'une école publique de filles sont décidés.
En août 1878, le conseil général du Finistère approuve le transfert de Plounéour-Ménez à Pleyber-Christ de la caserne de gendarmerie. La caserne se trouvait le long de la route Quimper-Morlaix, ses bâtiments existent encore et son souvenir subsiste dans le nom du lieu-dit la Caserne.
En 1903, par application de la loi de 1901, les sœurs du Saint-Esprit reçoivent l'ordre de quitter l'école qu'elles dirigeaient dans la commune et se conforment à cet ordre. André Siegfied en 1903 classe Plounéour-Ménez parmi les communes des monts d'Arrée « qui votent toujours républicain » à une époque où cela signifiait être de gauche. Ce constat explique qu'à la suite de la loi de séparation des Églises et de l'État votée en 1905, des échauffourées ont lieu à Plounéour-Ménez lors de la querelle des inventaires en 1906 (des paroissiens se sont attroupés devant l'église pour empêcher le receveur chargé de l'enregistrement de procéder à l'inventaire des biens du clergé, criant entre autres slogans : « Vive la liberté! Vive la religion! »), mais les incidents les plus sérieux ont lieu en 1908 : le 4 août 1907 le maire demande à son Conseil de l'autoriser à « chasser le curé du presbytère » ; après une tentative de conciliation, le curé refusant de payer le loyer demandé pour son maintien dans le presbytère, ce dernier est vendu par adjudication à un propriétaire privé et le curé ainsi que son vicaire en sont chassés manu militari par les gendarmes en octobre 1908. En représailles, le culte est interrompu dans cette paroisse léonarde pendant plusieurs mois.
En 1924 est inauguré le nouveau cimetière de la commune, ce qui entraîne l'abandon progressif du cimetière ancien situé autour de l'église à l'intérieur de l'enclos paroissial.
Dans la nuit du 14 au 15 février 1974, le plasticage de l'émetteur de télévision de Roc'h Trédudon par le F.L.B. (Front de libération de la Bretagne) prive les bretons occidentaux de télévision pendant plusieurs mois.

#### Les ardoisières et les carrières de granite
Quatre anciennes carrières de schistes ardoisiers sont présentes sur les crêtes schisteuses, en une multitude d'excavations à ciel ouvert de taille variable. Exploitée à ciel ouvert depuis le Moyen Âge, l'ardoise de teinte gris-bleuté à reflet argenté (connue sous le nom breton de mein menez, « pierres de montagne ») est utilisée aussi bien dans l'architecture religieuse que domestique. Elle connaît son grand essor quand elle remplace le chaume sur les toits aux XVIIIe siècle et surtout à partir de 1850, en lien avec la vague de constructions et de reconstructions que connaît la région à cette période. Après 1950, la concurrence de l'ardoise de Trélazé et d'Espagne, plus fine et plus légère, et la baisse des recommandations ou impositions des Monuments historiques concernant l'usage décoratif de ces schistes ardoisiers n'ont pas permis le maintien en activité de ces carrières. Quelques vestiges d'exploitation ont survécu : cabanes de carriers reliées par des sentiers bordés de murets en pierre sèches aux terrils, carrières et fronts de taille subverticaux.
Les nombreux affleurements de granite (gris aux nuances mordorées) de Plounéour-Ménez ont été exploités les siècles passés. Ce granite, connu sous l'appellation de « granite de la montagne » parfois dans les archives, a été utilisé pour construire maints monuments et bâtiments, par exemple le château de la Hunaudaye dans les Côtes-d'Armor ou l'enclos paroissial de Saint-Thégonnec. Le granite était exploité en carrières le plus souvent, mais il arrive qu'ici et là un bloc erratique porte encore des traces de débitage.
Des belles façades en pierre de taille, alternant parfois en pierre de taille du granite et du schiste, posés en lits alternés, avec un remarquable effet décoratif, témoignent du savoir-faire remarquable des maçons.

### LeXXesiècle

#### L'école de hameau du Relecq
Dès 1887, la création d'une école de hameau est envisagée au Relecq.
Mais les diverses municipalités refusent le projet.
Après près de 20 ans de tergiversations de la part de la municipalité, l'école ouvre à la rentrée 1906.

#### La Première Guerre mondiale
Le monument aux morts de Plounéour-Ménez porte les noms de 134 soldats morts pour la France pendant la Première Guerre mondiale. Parmi eux, le récit des circonstances de la mort au front le 27 août 1914 du caporal Jean-Pierre Bescond, du 219e régiment d'infanterie, qui était vicaire à Plounéour-Ménez, est disponible dans un livre.
Un soldat de Plounéour-Ménez, Francis Henry, est mort lors de la guerre du Levant le 26 avril 1920 à Chram-Té en Cilicie.

#### L'Entre deux-guerres
Le hameau du Relecq abritait dans la décennie 1930 une école publique de deux classes, accueillant les enfants des hameaux de Plounéour-Ménez et du Cloître situés dans le voisinage et possédait un moulin avec boulangerie attenante, deux cafés, une forge et même un notaire.

#### La Seconde Guerre mondiale

##### Les victimes de la Seconde Guerre mondiale
Le monument aux morts de Plounéour-Ménez porte les noms de vingt-neuf personnes mortes pour la France pendant la Seconde Guerre mondiale.

##### La famille Perper

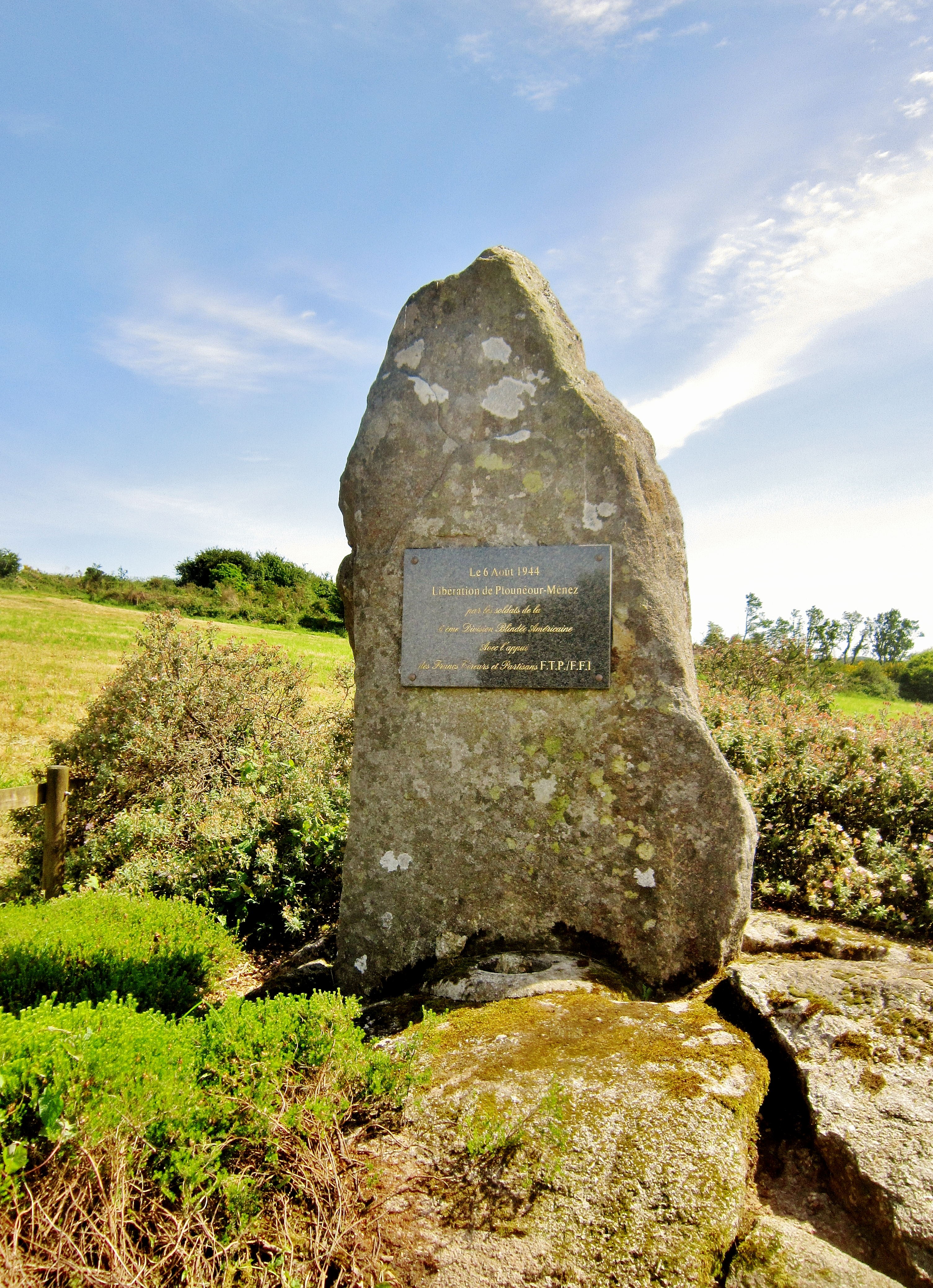
Monument commémoratif de la libération de Plounéour-Ménez le 6 août 1944 par des éléments de la 6e division blindée américaine avec l'appui des Francs-tireurs et partisans.

En 1942, une famille juive, les Perper (le père Ihil est né le 25 décembre 1908, la mère Sonia Nikataya le 5 août 1912 en Bessarabie alors russe avant de redevenir roumaine, immigrés en France lui depuis 1927 et elle depuis 1929, respectivement médecin et pharmacienne), y compris leurs deux filles Rosetta et Odette nées en France, s'installent en 1935 à Brasparts, puis en 1940 à Pleyben avant d'arriver en 1942 à Plounéour-Ménez où le docteur Perper continue d'exercer la médecine, grâce à la complicité des habitants, en dépit du Statut des Juifs d'août 1940 qui interdit aux Juifs d'exercer la médecine. Le couple a un troisième enfant, Paul, né à Plounéour-Ménez en juin 1942.
Dans la nuit du 9 au 10 octobre 1942, la famille est arrêtée sur ordre de la préfecture du Finistère et internée dans le camp de Drancy où elle séjourne du 15 octobre au 25 mars 1943, date de leur déportation par le convoi no 53, parvenant au camp de concentration de Sobibor probablement le 28 mars 1943. Ils sont gazés et leurs cadavres brûlés dans les fours crématoires dans les jours qui suivent.
Certains habitants de Plounéour-Ménez avaient tenté de les aider. Jean Kerdoncuff avait appris par son père gendarme l'imminence de leur arrestation et enfourché son vélo pour les prévenir, mais un rassemblement allemand à Ty Grean l'obligea à un détour et il arriva trop tard. Le maire de Plounéour-Ménez, Amoury Guégot de Traoulen tenta entre autres de sauver leur fille Odette qui, malade, avait un temps été admise à l'hôpital de Drancy, mais n'y était pas parvenu.

##### Le résistant Albert Quéguiner
Albert Quéguiner, est né le 14 décembre 1908 à Plounéour-Menez. Arrêté, il a été incarcéré à la prison à la prison Jacques Cartier à Rennes. Il y resta jusqu'au 23 juin 1944, date à laquelle il fut transféré à Compiègne, puis, le 28 juillet 1944, vers le KL de Neuengamme. (matricule 39537). Autre lieu de déportation : Osterort. Il a été libéré le 3 mai 1945 dans la baie de Lübeck-Neustadt. Un autre, Jean-Baptiste Sissou, déporté, est décédé au camp de concentration de Neuengamme.

##### Le commando FTP de la commune
Un commando FTP de Plounéour-Ménez, dénommé « commando de l'Argoat » participe le 16 août 1944 à des combats à Le Tréhou contre un convoi allemand, déguisé en convoi américain, qui part de Brest pour aller libérer des soldats allemands détenus par la résistance à Brasparts. Lors du retour sur Brest du convoi allemand, les combats à l'entrée de Le Tréhou font cinq morts parmi les résistants de ce commando. Les Allemands font alors le détour par Irvillac où dix-sept résistants d'un commando FTP originaire de La Feuillée sont tués.

### LeXXIesiècle
En 2015, l'Association des communes du patrimoine rural de Bretagne (CPRB) décerne à Plounéour-Ménez le label « Communes du Patrimoine Rural de Bretagne » pour la richesse de son patrimoine architectural et paysager.
La commune inaugure le 16 septembre 2017 le « sentier des mémoires », circuit d'interprétation ponctué de sept étapes avec la présence de panneaux d'interprétation trilingue (français, breton, anglais) à travers l'histoire, la faune, la flore et le paysage local. Ce projet à 14 000 € a été mené par la municipalité avec l'aide de bénévoles de la commune et de l'association Au fil du Queffleuth et de la Penzé,.

## Démographie
En 1768, Plounéour-Ménez comptait 31 feux et demi. L'abbé Yves Le Gloas, recteur de la paroisse, parle de 3 300 « communiants » peu avant 1789.
L'évolution du nombre d'habitants est connue à travers les recensements de la population effectués dans la commune depuis 1793. Pour les communes de moins de 10 000 habitants, une enquête de recensement portant sur toute la population est réalisée tous les cinq ans, les populations de référence des années intermédiaires étant quant à elles estimées par interpolation ou extrapolation. Pour la commune, le premier recensement exhaustif entrant dans le cadre du nouveau dispositif a été réalisé en 2005.
En 2022, la commune comptait 1 298 habitants, en évolution de +3,84 % par rapport à 2016 (Finistère : +2,16 %, France hors Mayotte : +2,11 %).
| 1793  | 1800  | 1806  | 1821  | 1831  | 1836  | 1841  | 1846  | 1851  |
| ----- | ----- | ----- | ----- | ----- | ----- | ----- | ----- | ----- |
| 3 301 | 3 030 | 3 437 | 3 971 | 4 127 | 4 172 | 4 246 | 3 973 | 3 988 |

| 1856  | 1861  | 1866  | 1872  | 1876  | 1881  | 1886  | 1891  | 1896  |
| ----- | ----- | ----- | ----- | ----- | ----- | ----- | ----- | ----- |
| 3 942 | 3 928 | 3 976 | 3 186 | 3 194 | 3 088 | 3 097 | 3 067 | 2 929 |

| 1901  | 1906  | 1911  | 1921  | 1926  | 1931  | 1936  | 1946  | 1954  |
| ----- | ----- | ----- | ----- | ----- | ----- | ----- | ----- | ----- |
| 2 914 | 2 898 | 2 777 | 2 419 | 2 284 | 2 143 | 2 006 | 1 905 | 1 669 |

| 1962  | 1968  | 1975  | 1982  | 1990  | 1999  | 2005  | 2006  | 2010  |
| ----- | ----- | ----- | ----- | ----- | ----- | ----- | ----- | ----- |
| 1 518 | 1 396 | 1 208 | 1 211 | 1 100 | 1 165 | 1 195 | 1 182 | 1 265 |

| 2015  | 2020  | 2022  | - | - | - | - | - | - |
| ----- | ----- | ----- | - | - | - | - | - | - |
| 1 251 | 1 296 | 1 298 | - | - | - | - | - | - |

La population de Plounéour-Ménez a été en augmentation de 29 % dans la première moitié du XIXe siècle (de 1793 à 1841, la population s'accroît de 945 habitants malgré le fléchissement temporaire constaté en 1801). Le maximum démographique est intervenu très tôt, dès 1841, alors que pour la plupart des communes rurales françaises il est survenu vers la fin du XIXe siècle. Les décennies du milieu du XIXe siècle (entre 1841 et 1866) voient la population de la commune stagner. La lecture du tableau statistique est ensuite perturbée par la scission de Loc-Eguiner-Saint-Thégonnec, qui en 1872 prive Plounéour-Ménez de sept cents habitants. La commune commence en 1872 un déclin démographique régulier, qui va durer 118 ans, passant de 3 186 habitants en 1872 à 1100 en 1990 (soit une diminution de 2 086 habitants, en proportion la commune perd les deux-tiers de ses habitants! L'année 1990 est donc celle du minimum démographique, un regain démographique, certes modeste, étant enregistré depuis : la commune gagne 95 habitants en seize ans de 1990 à 2006 (+ 8,6 %).
Si l'on ajoute la population de Loc-Eguiner-Saint-Thégonnec (325 habitants en 2006) à celle de Plouneour-menez, l'on s'aperçoit que l'ensemble est passé de 3 301 habitants en 1793 à 1520 en 2006 : les deux localités réunies sont donc moitié moins peuplées actuellement qu'elles ne l'étaient en 1793.
La densité de la population de la commune est de 22,8 habitants par km2 en 2006. Depuis une vingtaine d'années, Plounéour-Ménez fait preuve d'une certaine vitalité démographique: entre 1998 et 2007, la commune a enregistré 163 naissances et 112 décès en dix ans, de 1997 à 2006 inclus, soit un accroissement naturel de 51 personnes pendant la décennie. Le solde migratoire, longtemps lourdement négatif dans le courant de la majeure partie des deux siècles précédents est désormais quasi nul : l'hémorragie démographique a cessé. Plouneour-menez, distante d'une vingtaine de kilomètres des villes de Morlaix et Landivisiau bénéficie des effets de la périurbanisation, visibles à la périphérie du bourg avec la présence de quelques lotissements. Cela suffit à maintenir ouvert le collège public local (Collège des Monts d'Arrée) qui a un effectif de 154 élèves en 2009.
Seuls l'ensemble communal Plougonver et La Chapelle-Neuve, ainsi que les communes de Kerfourn et Ploërdut ont, en Bretagne, perdu plus d'habitants que l'ensemble communal Plouneour-Menez et Loc-Éguiner-Saint-Thegonnec entre 1851 et 1999.

### Évolution du rang démographique
| selon la population municipale des années : | 1968 | 1975 | 1982 | 1990 | 1999 | 2006 | 2009 | 2013 |
| Rang de la commune dans le département      | 118  | 136  | 151  | 163  | 160  | 164  | 164  | 162  |
| Nombre de communes du département           | 286  | 283  | 283  | 283  | 283  | 283  | 283  | 283  |

En 2016, Plounéour-Ménez était la 163e commune du département en population avec ses 1 250 habitants (territoire en vigueur au 1er janvier 2019), derrière Plounévézel (162e avec 1 254 habitants) et devant Plourin (164e avec 1 245 habitants).

## Enseignement
L'école Jules Ferry est une école publique, à la fois maternelle et primaire.
Le collège des Monts d'Arrée est un collège public, inauguré après rénovation complète, le 10 septembre 2018.

## Langue bretonne
Une classe bilingue a été ouverte à l'école publique Jules-Ferry à la rentrée 2016.

## Activités industrielles
La commune n'a possédé, en dehors des carrières précitées, aucune industrie importante, si ce n'est dans les décennies 1960-1970 une usine d'abattage de volailles (entreprise Plassart) fermée depuis longtemps, mais dont le site est en réaménagement.

## Patrimoine

### Patrimoine naturel
- Les sommets des monts d'Arrée : Roc'h Ruz, Roc'h Trevezel.
- Les ardoisières (situées sur le versant nord des monts d'Arrée).
- La tourbière du Diry, en amont du bassin-versant du Queffleuth, au sud de l'abbaye du Relec, est zone Natura 2000 et classé ZNIEFF (Zone naturelle d'intérêt écologique, faunistique et floristique).

### Monuments

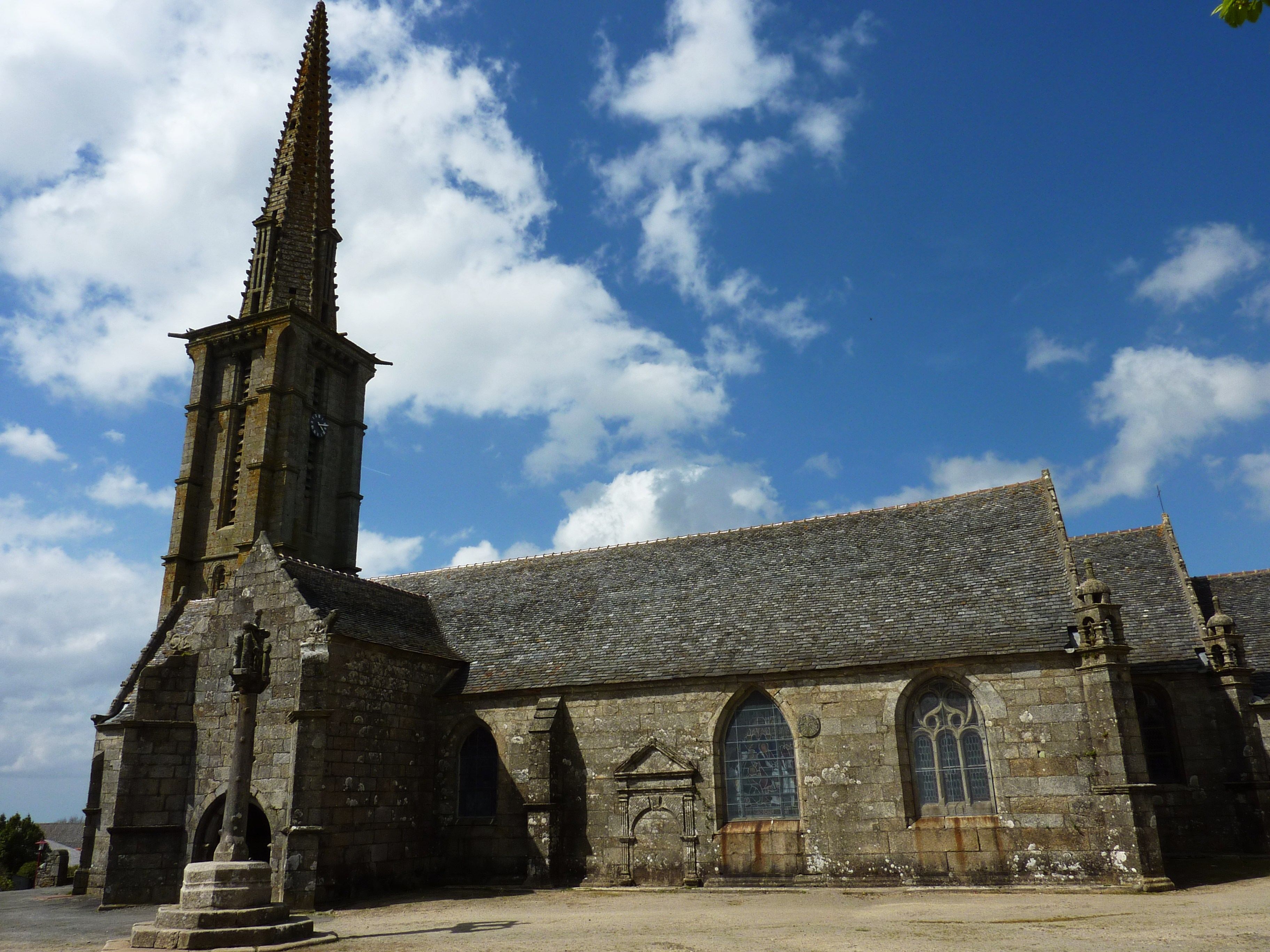
L'église Saint-Yves et la croix de l'ancien cimetière.

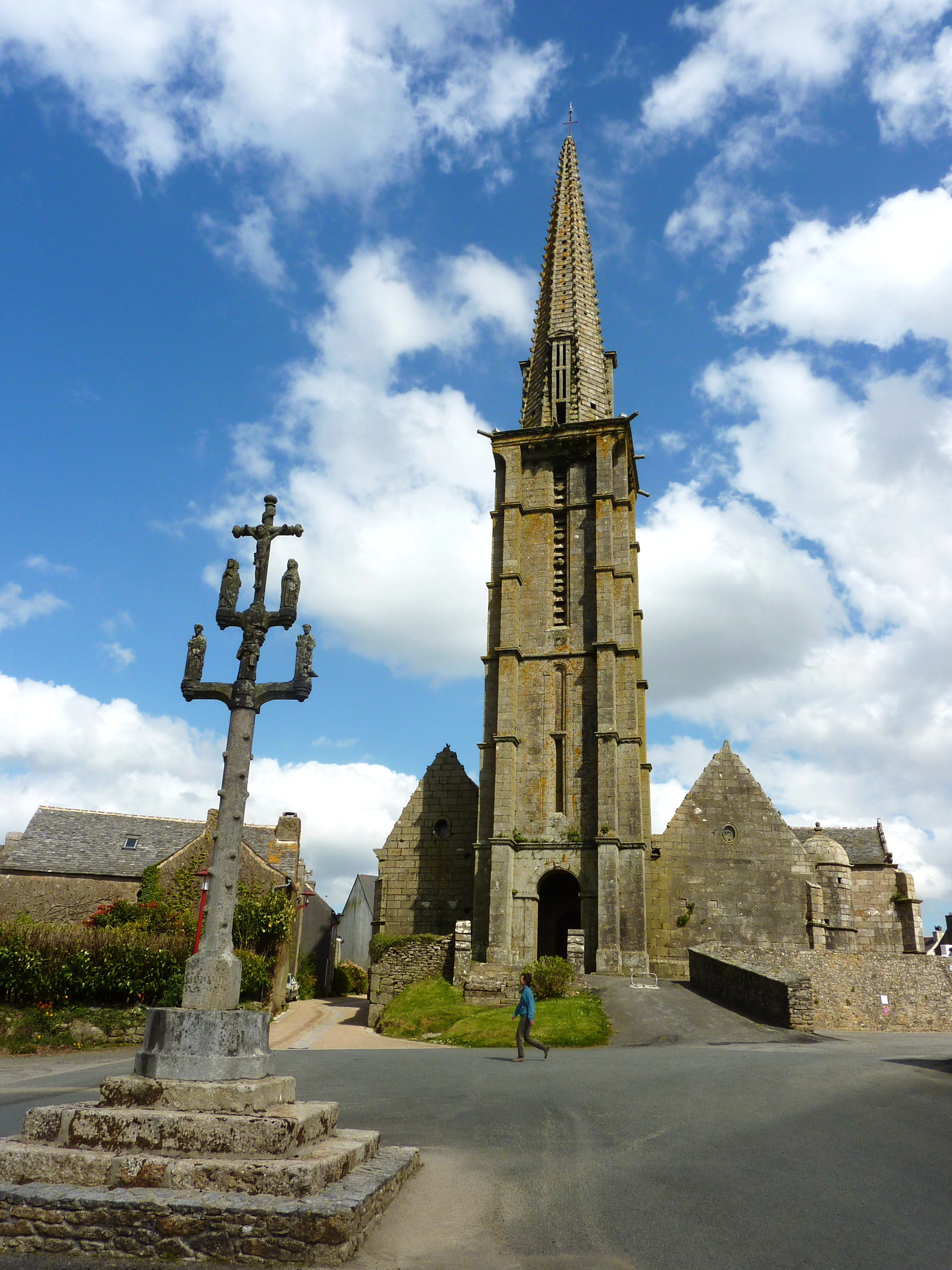
Le calvaire devant l'église Saint-Yves.

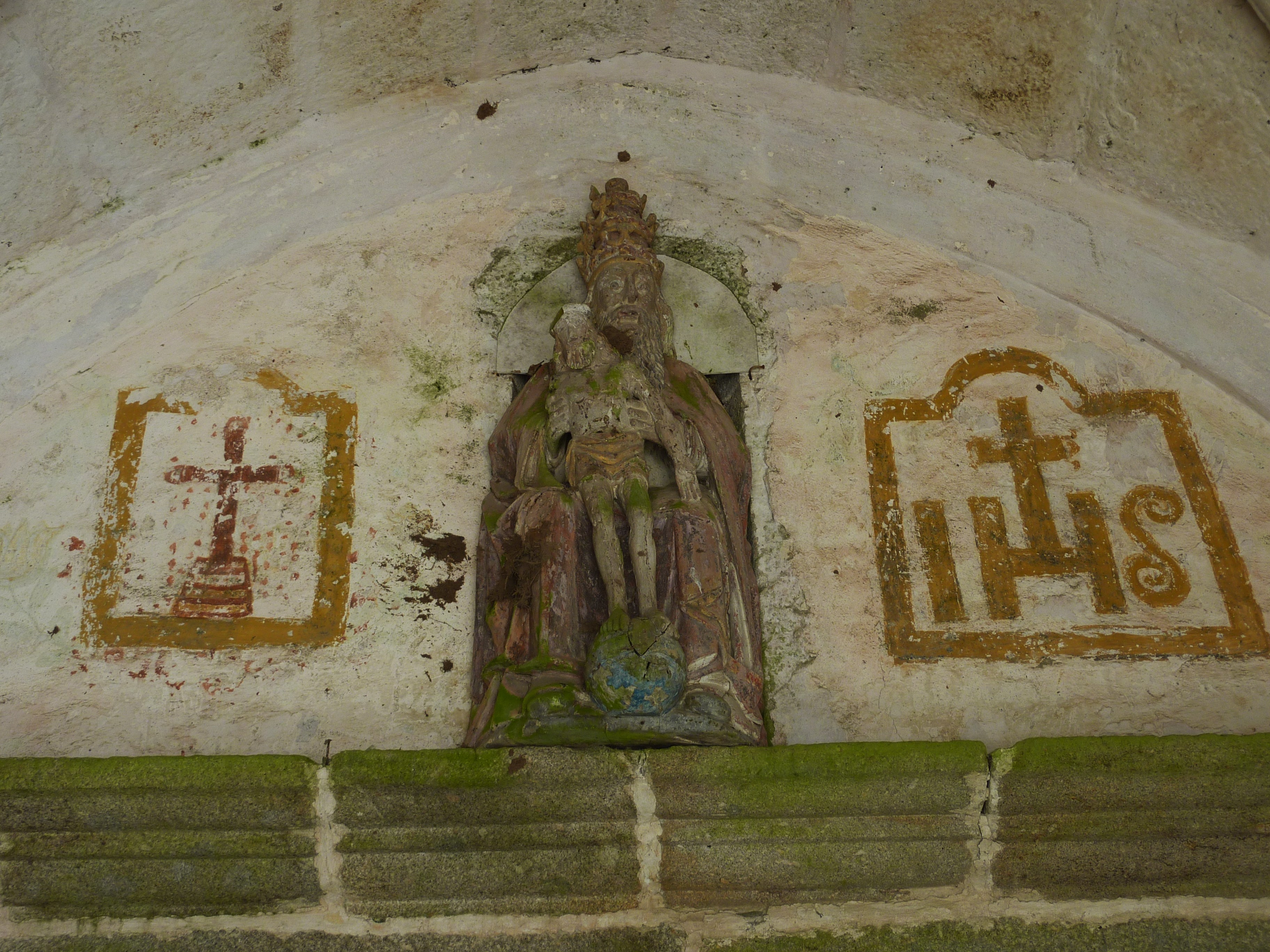
Statue et inscriptions, porche de l'église Saint-Yves.

- L'abbaye du Relec et le village du Relec, site classé.
- L'émetteur de Roc'h Trédudon
- L'église Saint-Yves de Plounéour-Ménez, construite entre 1649 et 1684[108]. Le portail de l'enclos paroissial date du XVIIe siècle et le calvaire qui y est situé de 1540. Le clocher-porche date de 1651[109], le porche étant à étage (rare).
- Le manoir de Penhoat[110] et son allée : (XVIe et XVIIe siècles), site classé, propriété privée. Ses origines remontent à la fin du XVe siècle (construit initialement par la famille Le Scanff), mais la majeure partie des bâtiments remontent pour partie au XVIIe siècle (construit dans le style classique par une branche cadette de la famille de Penfentenyo), pour le reste du XIXe siècle. Le manoir est passé par mariage aux mains de la famille Clairambault dans le courant du XVIIIe siècle. Dans la cour du manoir se trouve une fontaine dont l'eau est recueillie dans un bassin monolithe daté de 1619 et orné de trois statues (un Christ couronné d'épines, un saint François d'assise et un saint Jacques) attribuées à Roland Doré. Le parc, vaste de 33 hectares, aménagé à partir de 1865, contient des espèces végétales rares et figure depuis 1992 dans le pré-inventaire des jardins remarquables du Finistère. La famille Guégot de Traoulen, d'origine morlaisienne, en fut propriétaire de la Révolution française à 1988, date à laquelle il fut vendu à ses propriétaires actuels. Le manoir, ses abords et l'allée de hêtres sont site classé depuis l'arrêté du 14 mars 1946[111].

Manoir de Penhoat
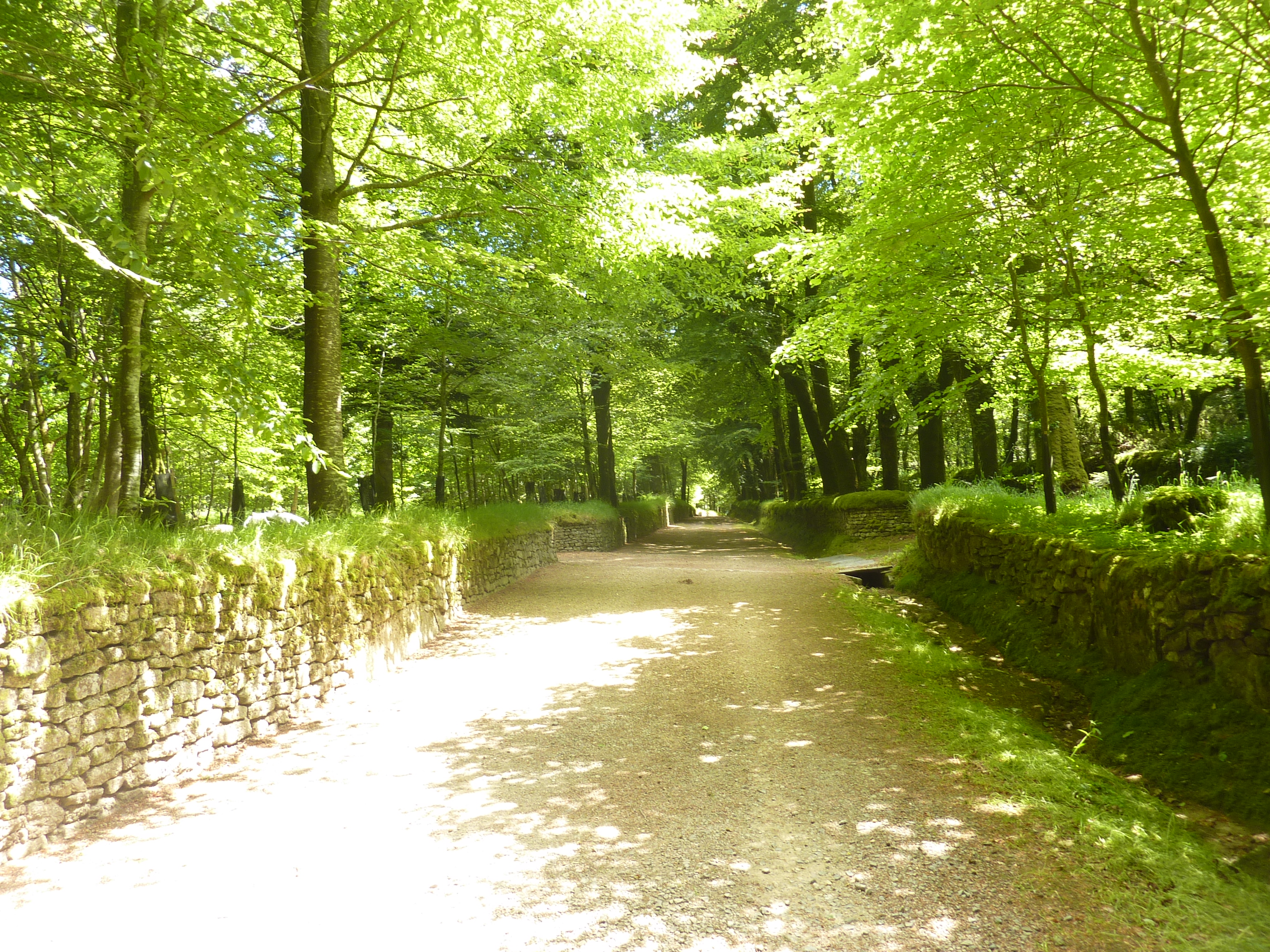
Allée principale menant au manoir.
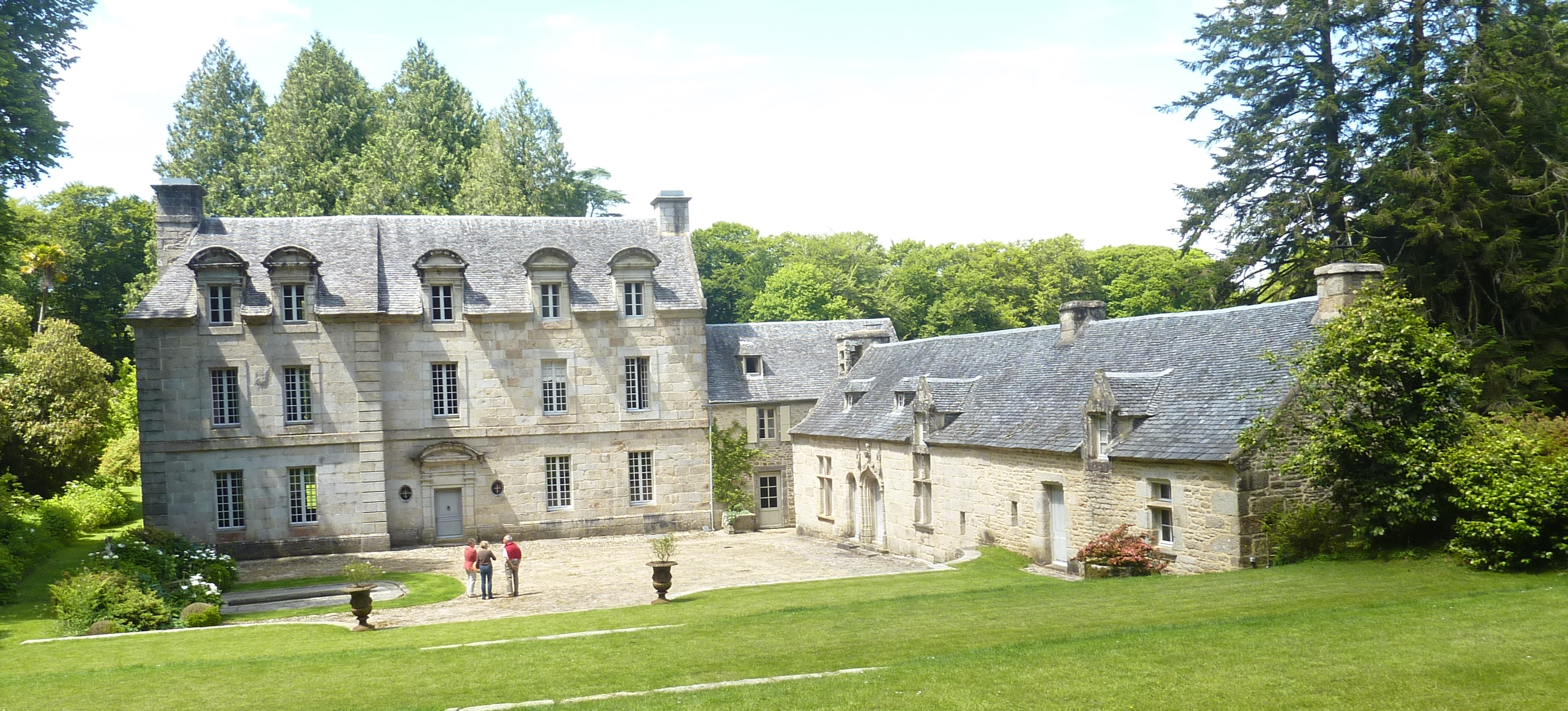
Vue extérieure d'ensemble.
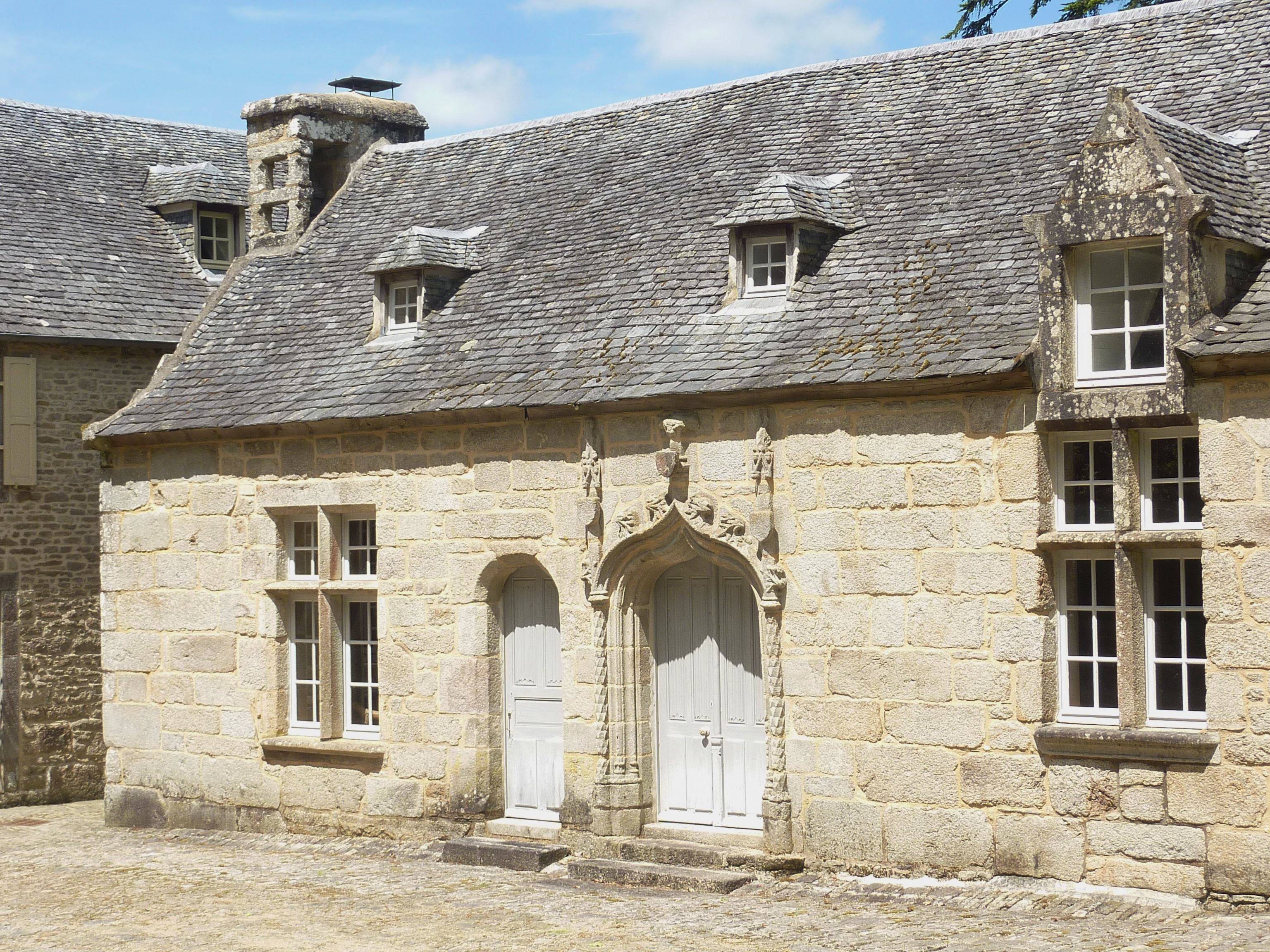
La façade de l'un des bâtiments.
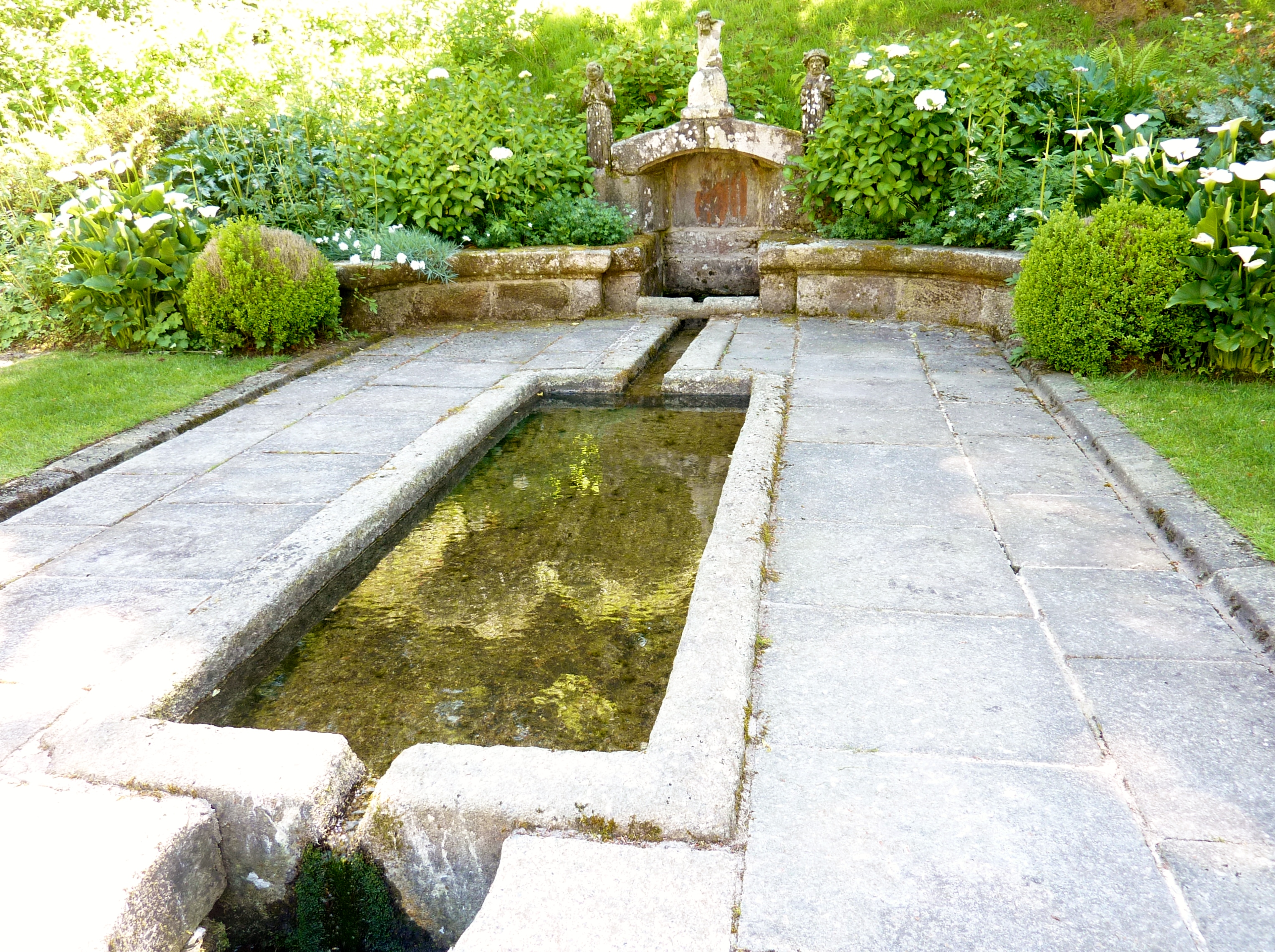
Fontaine et bassin (auge monolithe et statues de Roland Doré).
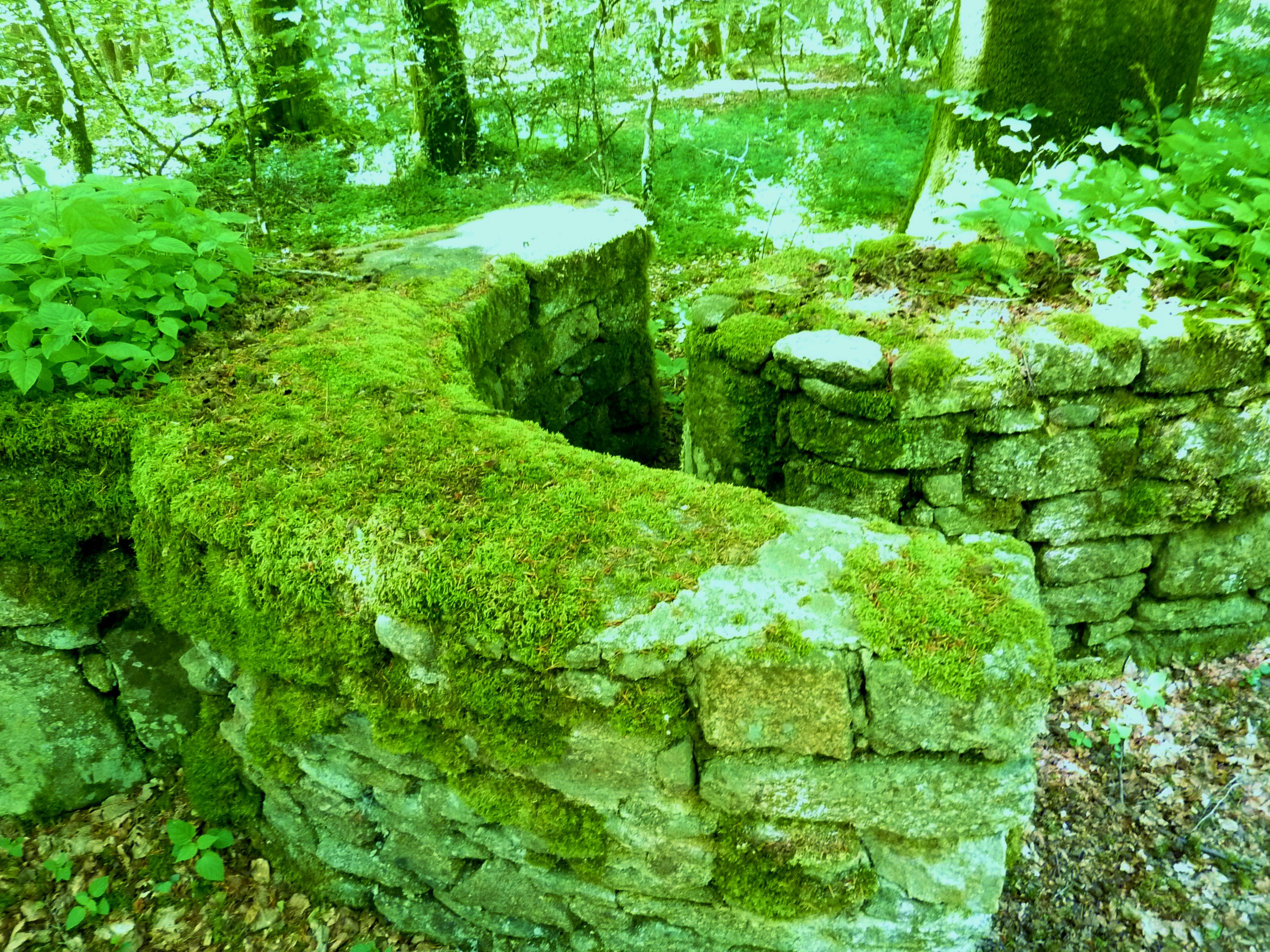
Guichet de comptage des chiens au départ et au retour de la chasse au loup.

- La chapelle Saint-Divy[112] et son calvaire : elle date de 1655 (date indiquée sur le clocheton). Une pierre encastrée au-dessus de la porte sud porte les armoiries de la famille Le Scanff, propriétaires du manoir de Penhoat, commanditaires probables de l'édifice (peut-être s'agit-il d'un réemploi provenant du manoir) ; la fenêtre sud éclairant le chœur a été agrandie au XIXe siècle[113].

chapelle Saint-Divy
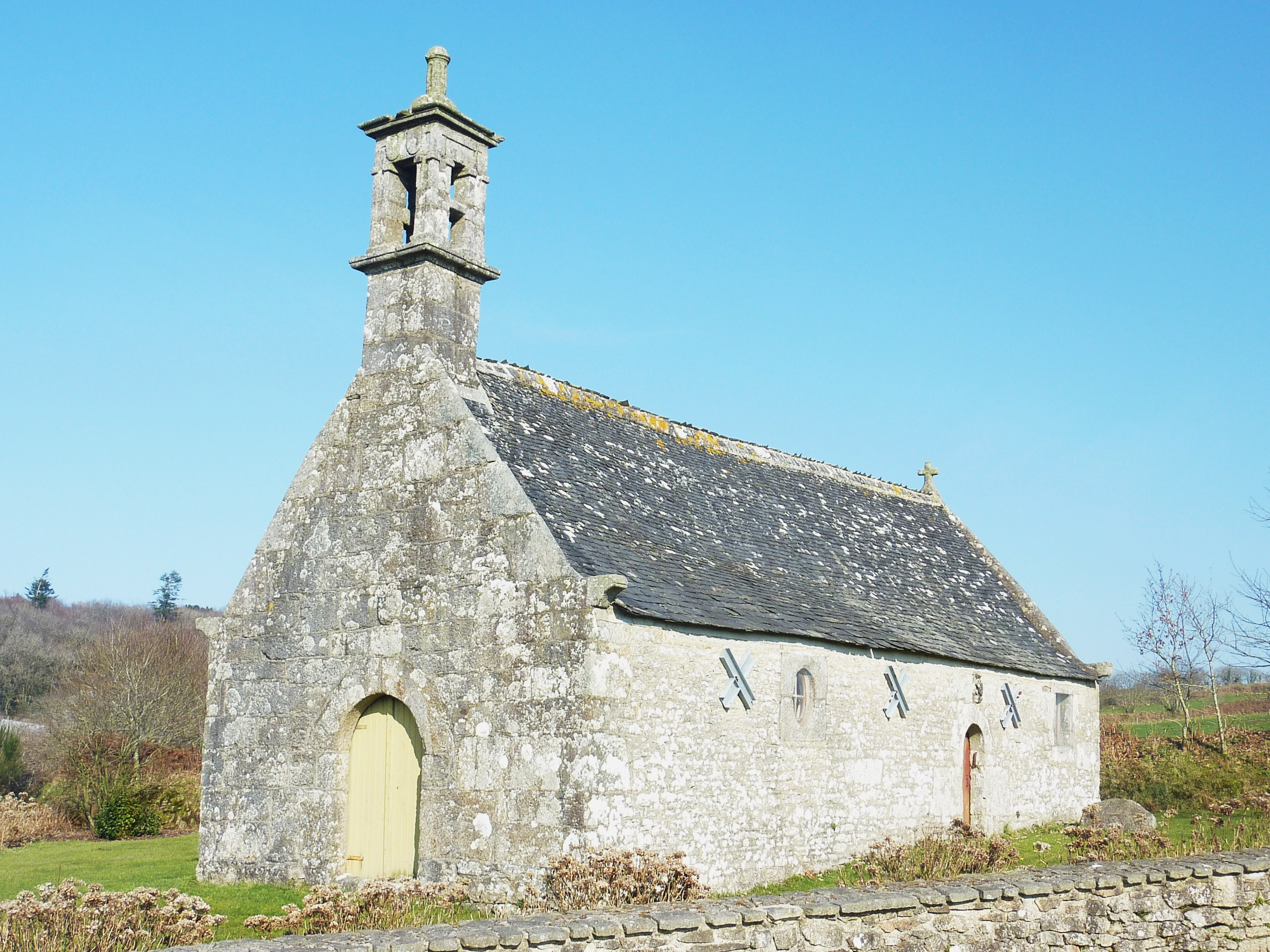
La chapelle Saint-Divy (1655).
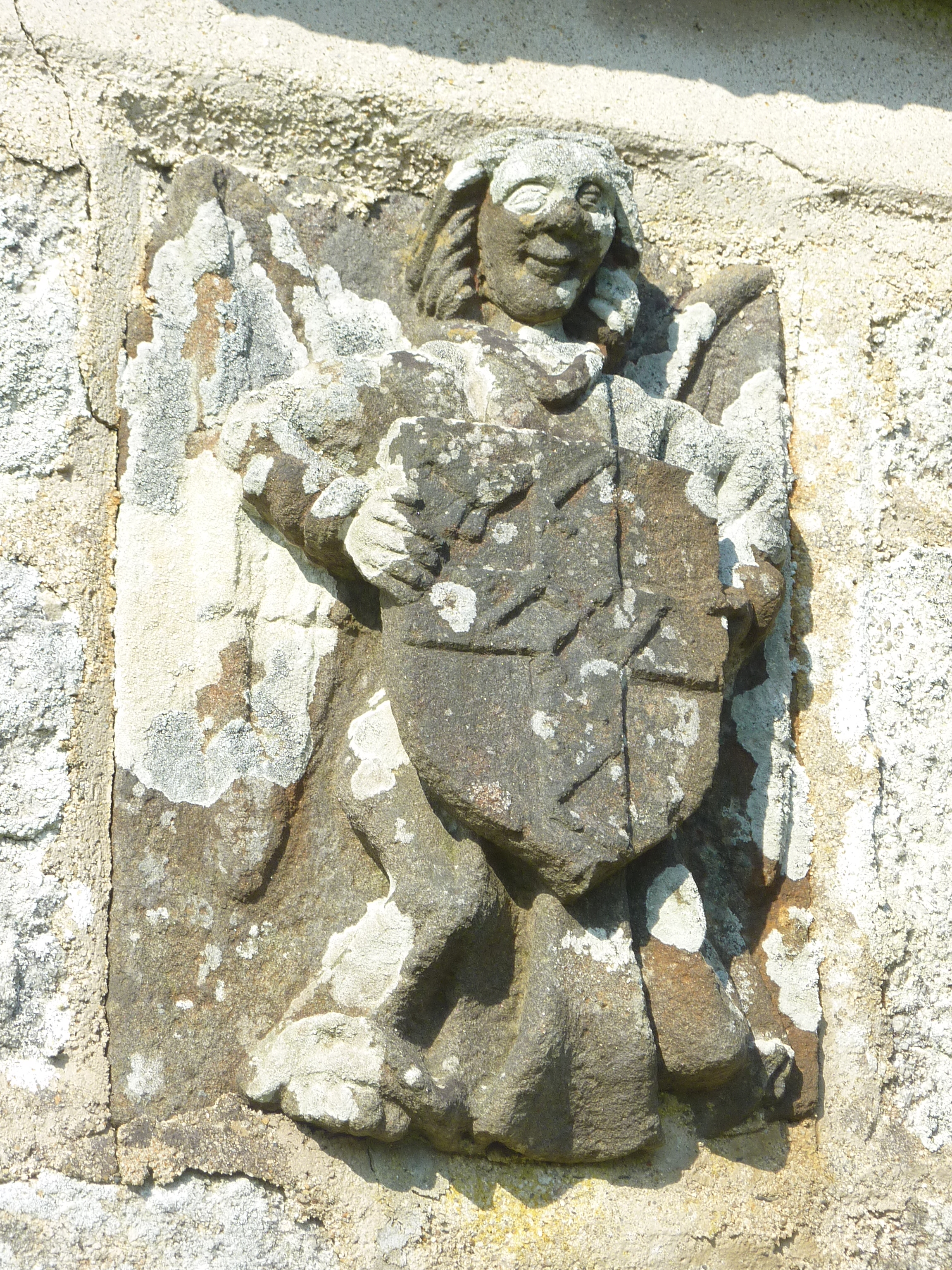
Armoiries de la famille Le Scanff.
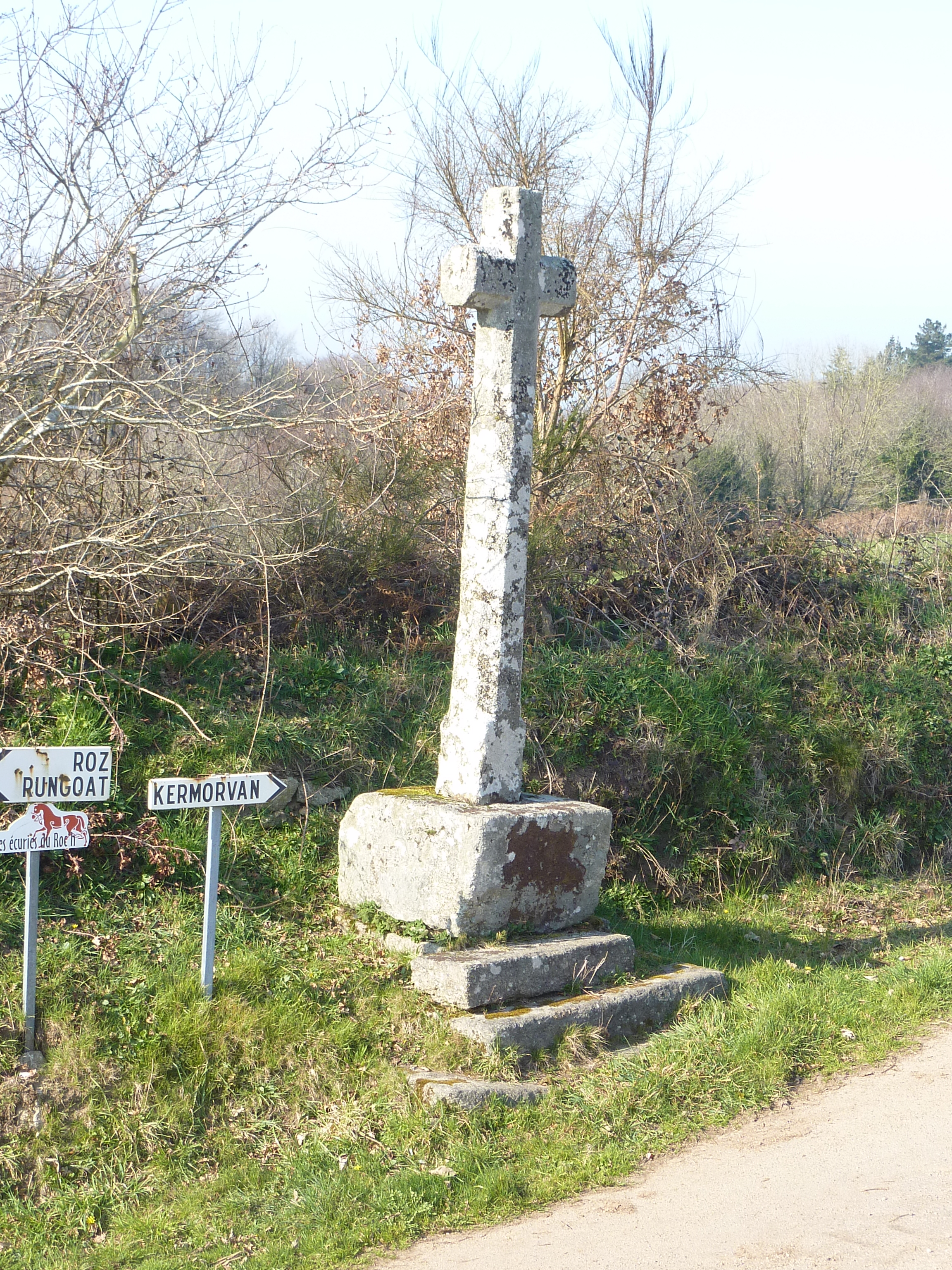
Croix du XVIe siècle près de la chapelle.

- Le manoir de Coëtlosquet (XVIIIe siècle)[114], propriété privée, et son moulin seigneurial[7]. Construit en 1608 (la date est gravée sur le linteau de la porte principale), il a une allure de demeure seigneuriale avec son escalier hors-œuvre et ses pignons aigus[115].
- Le manoir de Kermorvan. Au XVIIIe siècle, cet ancien lieu noble, devient la possession d'une influente famille de marchands de toiles du Léon[116].
- Lit de Saint-Eneour.
- Vingt-six croix et calvaires sont recensés sur le territoire de Plounéour-Ménez[117].
  - À l'ouest du bourg, calvaire érigé en 1641 à l'initiative de la famille Le Scanff, possesseurs du manoir de Penhoat. Ce calvaire, œuvre en partie du sculpteur Roland Doré, s'ouvre sur la campagne, et l'allée menant au manoir[118].
- Maisons anciennes, souvent de tisserands (juloded)[6] des XVIe, XVIIe et XVIIIe siècles[119] dans le bourg et un habitat rural de qualité dans de nombreux villages[8] souvent construit par des juloded[120] (marchands de toiles[121] souvent aussi exploitants de gros domaines ruraux).
- Un « petit patrimoine » nombreux : vingt-quatre puits, des granges avec portes charretières, des kanndis, des fours à pain, des moulins[8], etc.

## Légendes et dicton
Plusieurs légendes concernent Plounéour-Ménez. Parmi elles, les plus connues sont, ici résumées.
- La légende de saint Eneour[123] : Sant Eneour fait partie des saints bretons mythiques. D'origine galloise, il serait venu de l'île de Bretagne (Grande-Bretagne actuelle) sur un « vaisseau de pierre », en compagnie de sa sœur Thumette, débarquant en pays bigouden. Il a donné son nom à trois localités du Finistère : Plouneour-menez, Ploune
- our-Trez, Plonéour-Lanvern. Saint Enéour serait, selon la légende, enterré dans l'église de Plounéour-Ménez. Au nord du Roc'h-Trévézel, se situe un bloc de pierre, creusé de cavités où la légende voit l'empreinte du chapeau, du livre et des sandales de saint Enéour ainsi que la marque de son corps, et qui marquerait l'endroit où il mourut (voir Lit de Saint-Eneour).
- Le dernier combat du roi Comonor  : Comonor était roi du Poher (région de Carhaix) au début du VIe siècle. Un combat décisif l'oppose à Judual, dont il a usurpé le trône, au carrefour des chemins venant de Kerneleg vers Kergus et Mengleus en Plounéour-Ménez. C'est là qu'il aurait trouvé la mort.
- Ar santig kozh  : d'un vieux saint de bois ainsi dénommé, enfoui sous le Roc'h Trevezel, on peut obtenir tout ce qu'on désire, à condition d'être accompagné d'un enfant de 11 ans, mais la montagne ne s'ouvre pour montrer son trésor que tous les 1100 ans !
- La fontaine des trois évêques  : point de rencontre des évêchés de Cornouaille, du Léon et du Trégor, elle se trouve quelque part entre l'abbaye du Relec et la ligne de crête des monts d'Arrée. Les évêques de ces trois diocèses pouvaient s'y désaltérer sans quitter leur territoire respectif.
- Le cavalier des étangs du Relec  : Morlaix (ville située en aval) doit périr un jour sous les eaux de ces étangs de la vallée du Queffleuth, édifiés par les moines de l'abbaye du Relec. Autrefois un cavalier se tenait, parait-il, prêt à aller donner l'alerte dans la ville.
- Voici la traduction française d'un dicton traditionnel en langue bretonne concernant Plounéour-Ménez :

 À Lampaul les cornes

 À Saint-Thégonnec les bombances

 À Guimiliau les mauvaises langues

 Plounéour la pauvre

 Commana la misérable

 À Pleyber-Christ est la sagesse.

## Personnages liés à la commune
- Jacques Queinnec, conventionnel
- Patrik Ewen, conteur et musicien.
- Pascal Moguérou, illustrateur et scénariste de bande dessinée, y vit et est conseiller municipal[125].